# Niuafoʻou
Vous lisez un « article de qualité » labellisé en 2016.
Pour les articles homonymes, voir Niuafo'ou (homonymie).

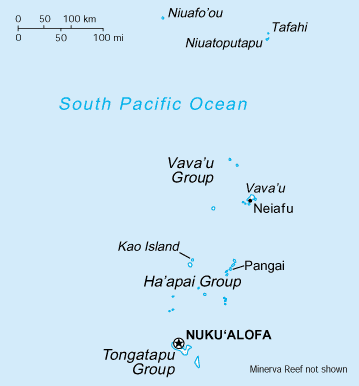
Carte des Tonga, avec Niuafoʻou au nord.

Niuafoʻou, aussi appelée Tin Can Mail Island (« île du courrier en boîte de conserve ») et anciennement Good Hope Island (« île de Bonne-Espérance »), est une île volcanique au nord des Tonga dans l'océan Pacifique. Elle est formée de plusieurs lacs volcaniques au milieu du cratère principal, dont le cône s'est effondré à la suite d'une éruption. Ses côtes formées de falaises et l'absence de lagon en rendent l'accès très difficile pour les bateaux. Le volcan est toujours en activité et les éruptions successives ont laissé des coulées de lave sur toute la partie sud-ouest. L'île est également vulnérable aux cyclones.
Peuplée aux alentours du Ier millénaire par des Polynésiens, l'île a développé des relations importantes avec les îles alentour, en particulier Wallis. Au XIIIe siècle ou au XIVe siècle, Niuafoʻou est conquise par les Tongiens qui installent plusieurs chefs, dont Fotofili puis Fusituʻa. Isolée et difficile d'accès, elle a cependant vécu dans une indépendance relative du pouvoir tongien jusqu'au XXe siècle, développant une langue propre et une culture spécifique. Au cours du XIXe siècle, des missionnaires protestants puis catholiques convertissent la population au christianisme. Depuis 1875, l'île fait partie des Tonga, protectorat britannique de 1900 à 1970.
En 1946, l'éruption du volcan pousse le gouvernement tongien à évacuer l'île. Les habitants n'ont pu rentrer qu'à partir de 1958 et une partie a choisi de rester sur l'île de ʻEua. Depuis les années 1990, la population de l'île diminue régulièrement. En 2011, Niuafoʻou comptait 523 habitants et 493 habitants en 2016.
Le sol volcanique très fertile favorise une végétation luxuriante et une croissance très facile des cocotiers, ignames, taros, arbres à pains ainsi que de nombreux arbres fruitiers. Niuafoʻou était réputée pour avoir les cocotiers les plus gros du Pacifique et l'exportation du coprah a longtemps constitué la principale activité économique des insulaires au sein d'une économie de subsistance basée sur l'agriculture. En raison de l'isolement géographique de l'île, sa faune est relativement restreinte : beaucoup d'oiseaux, dont une espèce endémique, le mégapode de Pritchard, quelques mammifères et lézards. Les eaux côtières sont riches en poissons et les habitants élèvent principalement des cochons.
Depuis le début des années 1920, Niuafoʻou est connue sous le nom de Tin Can Mail Island en raison du moyen inédit utilisé pour envoyer et recevoir le courrier : il était envoyé dans des boîtes de conserve et transporté à la nage jusqu'aux navires. Le marchand allemand Walter George Quensell développa des cachets postaux avec la mention Tin Can Mail qui rencontrèrent un vif succès auprès des philatélistes et des touristes.

## Toponymie
Le mot niua est composé du proto-polynésien niu (noix de coco) et du suffixe -a signifiant « en abondance, en grande quantité ». Ce terme est utilisé pour qualifier l'ensemble d'îles des Niuas (Niuafoʻou, Niuatoputapu et Tafahi). En proto-austronésien, fo'ou signifie « nouveau ». Le nom de l'île, Niuafoʻou, est ainsi traduit par « Noix de coco nouvelle », « beaucoup de nouvelles noix de coco » ou encore « beaucoup de noix de coco fraîches ».
En tongien et en niuafoʻou, le nom de l'île s'écrit avec un okina, même si l'orthographe Niuafo'ou (avec une apostrophe) est fréquente. L'orthographe du nom dans les sources occidentales a souvent varié : ainsi, dans des documents plus anciens, se trouve parfois Niuafoou, Niuafoo, Niuafou ou encore Niuafu, Niu-Fou, etc.
L'île a également reçu plusieurs noms de la part des différents navigateurs européens qui l'ont abordée et croyaient la découvrir pour la première fois : 
- Eylant van Goede Hoop (île de Bonne-Espérance, en anglais Good Hope Island) par les Hollandais Jacob Le Maire et Willem Schouten en 1616[A 3] ;
- Île du point du jour par le Français Julien Crozet en 1772[D 1] ;
- Proby Island par les Britanniques Edward Edwards et George Hamilton en 1791. Hamilton transcrit également Niuafoʻou en Onooafow[D 2].

L'île est également connue sous le nom anglais de Tin Can Mail Island (« île du courrier en boîte de conserve ») en raison du courrier qui était envoyé dans des boîtes de conserve et ramené par des nageurs sur l'île.

## Géographie

### Localisation
L'île est située dans l'océan Pacifique, en Polynésie. Elle aurait été formée il y a un million d'années. C'est l'une des plus au nord de l'archipel des Tonga. Les îles les plus proches sont Niuatoputapu et Tafahi à 210 kilomètres à l'est, avec qui elle forme la division des Niuas ; Wallis ('Uvea) est distante de seulement 270 kilomètres au nord-ouest. Rotuma, conquise par des colons en provenance de Niuafoʻou au XVIIe siècle, est située à 910 kilomètres au nord-ouest. La frontière entre la France et les Tonga passe entre Niuafo'ou et Wallis-et-Futuna.
Contrairement aux autres îles des Tonga situées le long de l'arc volcanique des Tonga, Niuafoʻou se situe au sein du bassin de Lau, sur la microplaque tectonique de Niuafoʻou.

### Caractéristiques géographiques
Niuafoʻou est une île volcanique d'environ 8 kilomètres de diamètre. Le centre de l'île est constitué du cratère d'un volcan d'environ 4 kilomètres de diamètre. À la suite de l'effondrement du cône volcanique, le cratère est constitué de deux lacs : Vai Lahi (« grand lac » en niuafo'ou), d'une profondeur d'environ 120 mètres et d'une superficie de plus de 13 km2, et Vai Siʻi (« petit lac »), aussi appelé Vai Mataʻaho. Plusieurs îlots se trouvent à l'intérieur du lac principal ; au total, la caldeira compte dix lacs. De nombreuses coulées de lave issues des différentes éruptions se trouvent dans la partie ouest et sud de l'île.
Le point le plus haut de l'île, Piu Ofahifa, s'élève à 213 mètres.

#### Climat
L'île a un climat chaud et humide qualifié de tropical, voire d'équatorial. La température moyenne est de 26,3 °C et varie peu durant l'année.
L'île connaît deux saisons : une longue saison humide de novembre à mai et une courte saison sèche de juin à septembre. La saison humide correspond également à la période des tempêtes et des cyclones, empêchant les navires de faire escale.
| Mois                              | jan. | fév. | mars | avril | mai  | juin | jui. | août | sep. | oct. | nov. | déc. | année |
| --------------------------------- | ---- | ---- | ---- | ----- | ---- | ---- | ---- | ---- | ---- | ---- | ---- | ---- | ----- |
| Température minimale moyenne (°C) | 23,8 | 24   | 24   | 23,9  | 23,5 | 23,2 | 22,5 | 22,3 | 22,7 | 23,1 | 23,4 | 23,8 | 23,4  |
| Température moyenne (°C)          | 27,1 | 27,4 | 27,4 | 27,2  | 26,3 | 26,3 | 25,7 | 25,5 | 25,9 | 26,2 | 26,6 | 27,1 | 26,6  |
| Température maximale moyenne (°C) | 30,4 | 30,7 | 30,8 | 30,4  | 29,7 | 29,3 | 28,8 | 28,7 | 29,1 | 29,3 | 29,8 | 30,3 | 29,8  |
| Précipitations (mm)               | 306  | 249  | 303  | 251   | 166  | 110  | 136  | 117  | 143  | 174  | 228  | 270  | 2 453 |

| Diagramme climatique                                  |           |           |             |             |             |             |             |             |             |             |             |
| J                                                     | F         | M         | A           | M           | J           | J           | A           | S           | O           | N           | D           |
| 30,423,8306                                           | 30,724249 | 30,824303 | 30,423,9251 | 29,723,5166 | 29,323,2110 | 28,822,5136 | 28,722,3117 | 29,122,7143 | 29,323,1174 | 29,823,4228 | 30,323,8270 |
| Moyennes : • Temp. maxi et mini °C • Précipitation mm |           |           |             |             |             |             |             |             |             |             |             |

L'eau douce est rare à Niuafoʻou : en effet, le volcan rend l'eau des lacs très alcaline et donc impropre à la consommation. Les habitants recueillent l'eau de pluie dans des citernes. L'île est vulnérable aux pénuries d'eau, notamment pendant la saison d'El Niño. La pluviométrie annuelle est de 2 453 mm et il pleut plus de 200 jours par an.

#### Volcanisme
Le volcan est toujours actif et est entré de nombreuses fois en éruption. Depuis le début du XIXe siècle, plus de dix éruptions ont été enregistrées. La plupart de ces éruptions ont eu des conséquences directes sur la vie des habitants, détruisant les cultures et des villages et faisant parfois des victimes. 

Carte de Niuafoʻou avec les différents villages.

| Date                | Conséquences                                                         |
| ------------------- | -------------------------------------------------------------------- |
| environ 1814        |                                                                      |
| 1840                |                                                                      |
| 1853                | Destruction du village de ʻĀhau, 25 morts.                           |
| 12 avril 1867       |                                                                      |
| 13 août 1886        | Destruction de nombreux villages et des plantations.                 |
| 1912                |                                                                      |
| 25 juin 1929        | Destruction du village de Futu (pas de victimes).                    |
| 1935                |                                                                      |
| septembre 1943      | Destruction de plusieurs maisons et de toutes les récoltes ; famine. |
| 9-17 septembre 1946 | Destruction du village de ʻAngahā et évacuation de l'île.            |
| 1986                |                                                                      |

#### Accès

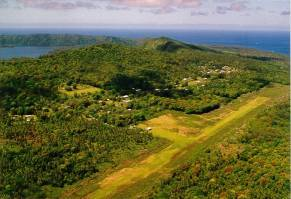
La piste de l'aéroport de Niuafoʻou, avec les villages de Sapaʻata, Kolofoʻou et ʻEsia et à gauche le cratère du volcan.

Niuafoʻou est dépourvue de lagon, et ne dispose pas de point d'ancrage sûr. En outre, les côtes sont constituées de falaises et il n'y a pratiquement aucune plage où débarquer, ce qui rend l'accès par bateau très difficile. Ainsi, les personnes et les marchandises doivent être déchargées dans une petite barque avant d'être débarquées manuellement à terre. L'opération est dangereuse en raison des fortes vagues. Le seul embarcadère existant est une ancienne coulée de lave à Futu, situé à l'ouest de l'île. Dans les années 2000, un quai (wharf) a été construit, mais de fortes vagues l'ont endommagé en 2014. Il arrive également que le bateau de ravitaillement se fasse attendre pendant plusieurs mois.
Depuis 1980, l'île est équipée d'une piste d'atterrissage sur herbe, l'aéroport de Niuafoʻou, permettant l'accès par avion. La compagnie aérienne Real Tonga (en) effectue quelques vols vers Vavaʻu et Tongatapu, mais l'avion ne peut atterrir que de jour, par beau temps et sans vent, et si l'herbe de la piste a été tondue (en 1993, l'aéroport fut fermé à cause de manguiers qui avaient poussé sur la piste). De plus, les tarifs sont élevés voire prohibitifs,.
Jusque dans les années 1990, l'île était considérée comme l'une des plus inaccessibles au monde.

#### Cyclones
Du fait de sa position géographique, Niuafoʻou est vulnérable aux cyclones. La saison des cyclones se situe principalement entre décembre et janvier ; en fonction des années, les dégâts occasionnés peuvent être plus ou moins importants. La destruction des cultures peut avoir des conséquences graves pour la population locale et entraîner des pénuries.
Ainsi, en janvier 1915, un cyclone mit à terre la majeure partie des habitations et des cocotiers. 16 ans plus tard, un autre cyclone détruisit toutes les plantations. Niuafoʻou fut également touchée par le cyclone Ofa (en) en 1990 et huit ans plus tard par Ron (en) dont les vents dépassant les 270 km/h occasionnèrent d'importantes destructions. De même, en 2002, le cyclone Waka (en) a provoqué de nombreux dommages sur les maisons, magasins et écoles et détruisit les cultures. La population avait été évacuée au préalable.
| Année   | Cyclone | Catégorie | Conséquences |
| ------- | ------- | --------- | --- |
| 1990    | Ofa     | 4         | Dégâts modérés (surtout sur les plantations). 1 mort.                                                                               |
| 1992-93 | Nina    |           | Quelques dégâts sur la végétation.                                                                                                  |
| 1997    | Keli    |           | |
| 1998    | Ron     | 5         | Dommages sévères, nombreuses destructions (bâtiments et plantations).                                                               |
| 2002    | Waka    | 4         | Évacuation de la population ; dégâts importants (environ 10 % des bâtiments détruits, deux écoles touchées), plantations détruites. |
| 2004    | Heta    |           | Tempête tropicale : plusieurs maisons détruites, plantations dévastées.                                                             |
| 2006    | Tam     | 1         | Vents forts, très peu de dommages.                                                                                                  |

### Faune et flore

#### Faune

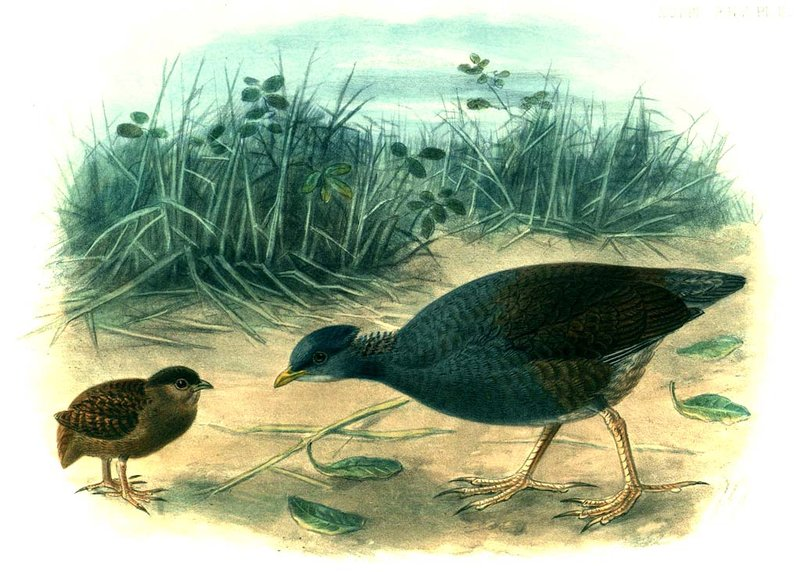
Le mégapode de Pritchard, espèce endémique de Niuafo'ou.

L'île abrite une espèce endémique, le mégapode de Pritchard (Megapodius pritchardii), connu localement sous le nom de malau,. Cet oiseau réside surtout près de la caldeira centrale. Il ne couve pas ses œufs, mais les pond dans le sable chaud, à un ou deux mètres de profondeur. La chaleur du volcan tout proche assure le développement des œufs. De nos jours, cet oiseau est une espèce en danger, notamment parce que ses œufs sont un mets très apprécié de la population locale et parce qu'il est la proie des chats. Pour assurer sa survie, l'espèce a été implantée sur les îles inhabitées de Fonualei et de Late au début des années 1990.
L'île abrite une larve de capricorne, appelée ʻofato en tongien et afato en niuafoʻou, qui se nourrit de bois et ne se trouve pas dans les autres îles des Tonga. Elle est un mets très apprécié par les habitants.
De nombreux oiseaux sont présents sur l'île, comme les canards à sourcils et les pigeons (noms vernaculaires lupe et kulukulu). L'oiseau le plus commun est le bulbul à ventre rouge. Cette espèce introduite est appelée manu foʻou en tongien et en niuafoʻou, ce qui signifie « nouvel animal » ; elle est connue pour endommager les cultures. De même, le martin forestier (tongien ngutuenga), arrivé sur l'île dans les années 1980 et présent en grand nombre, est une espèce invasive qui trouve sa nourriture dans les plantations.
De nombreux puffins du Pacifique viennent sur l'île durant la période de reproduction ; ils sont chassés pour leur chair par les habitants. Autour du lac de Vai Lahi se trouvent environ 150 aigrettes sacrées. L'île est aussi l'habitat du râle tiklin, du pluvier fauve. de la gygis blanche, du lori fringillaire, de la salangane à croupion blanc et de la stourne de Polynésie.

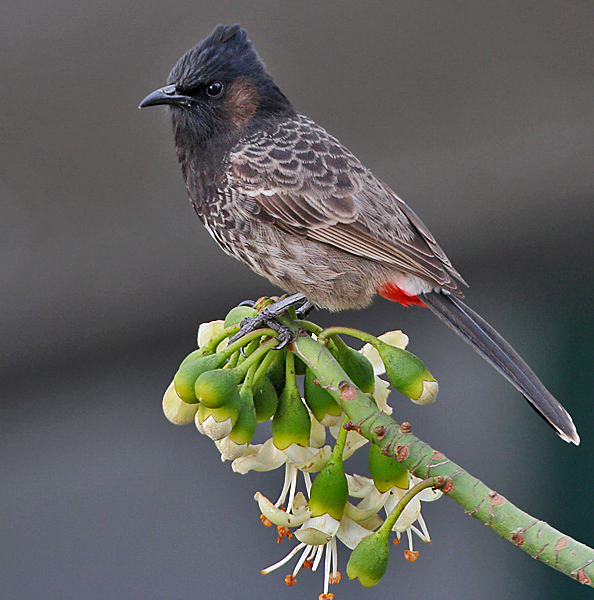
Bulbul à ventre rouge (manu foʻou)
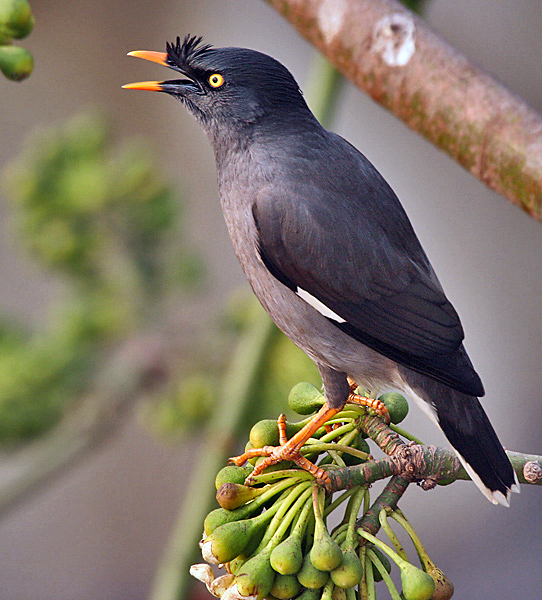
Martin forestier (ngutuenga)
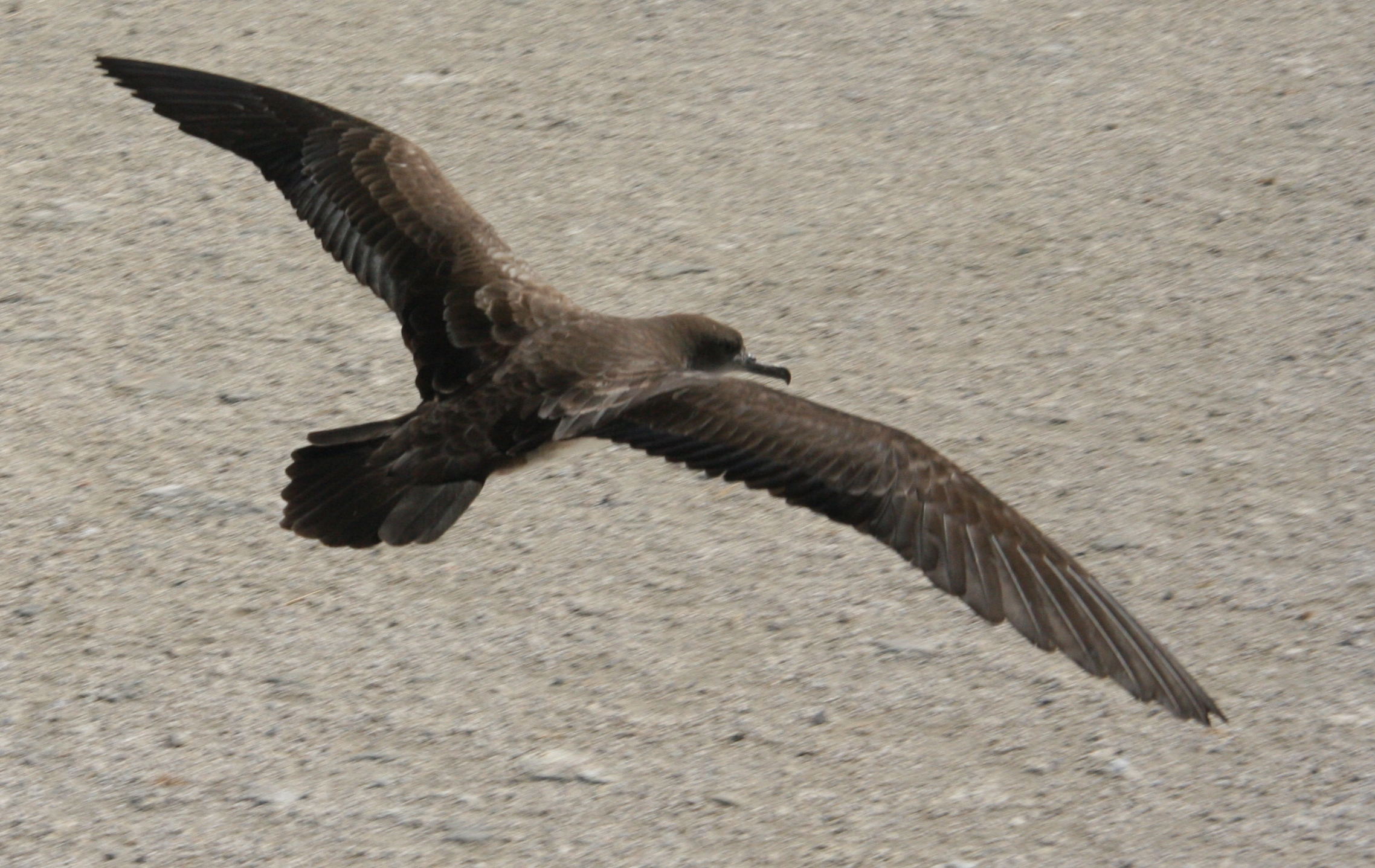
Puffin du Pacifique (manuʻuli)
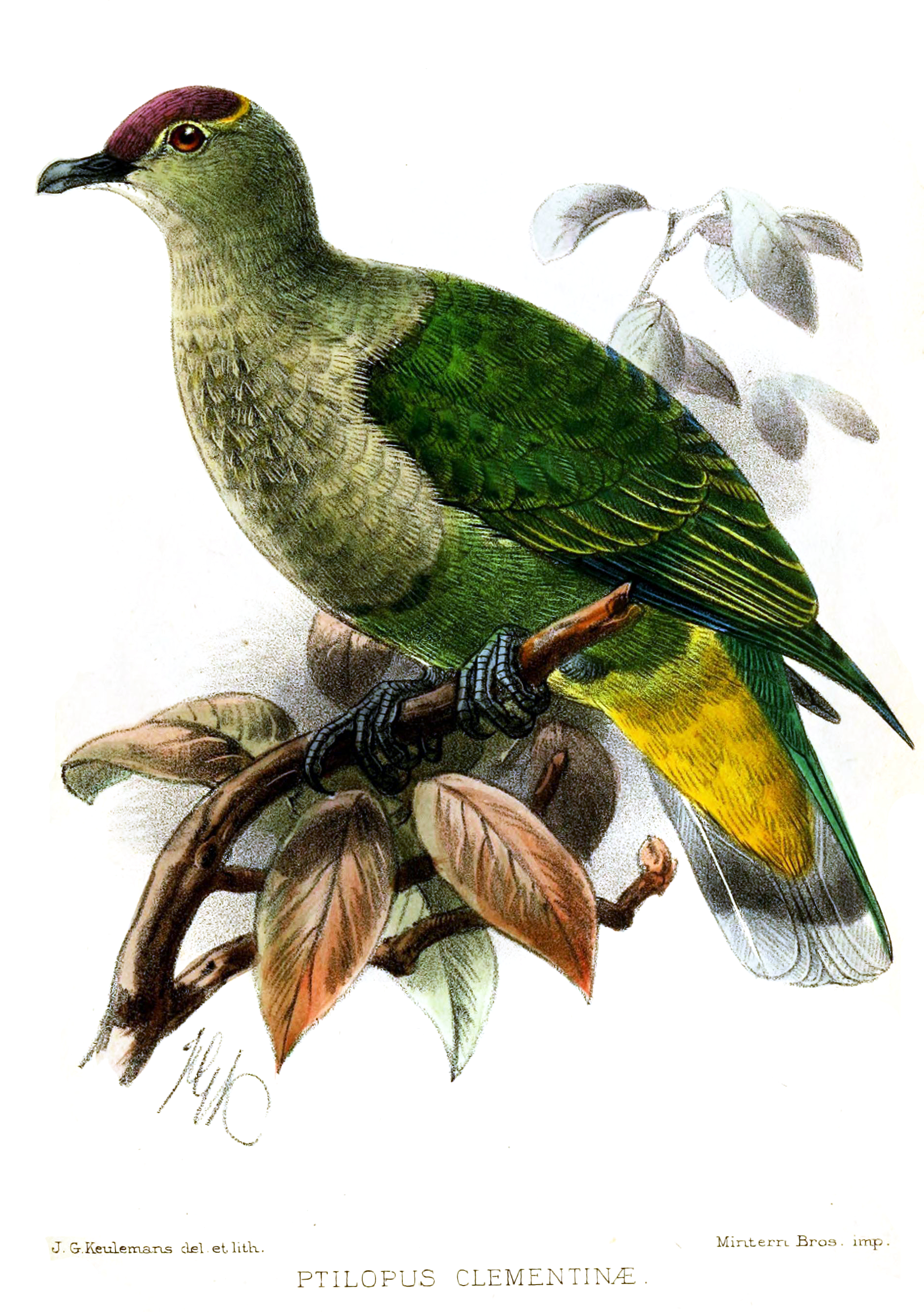
Ptilope de Clémentine (kulukulu)
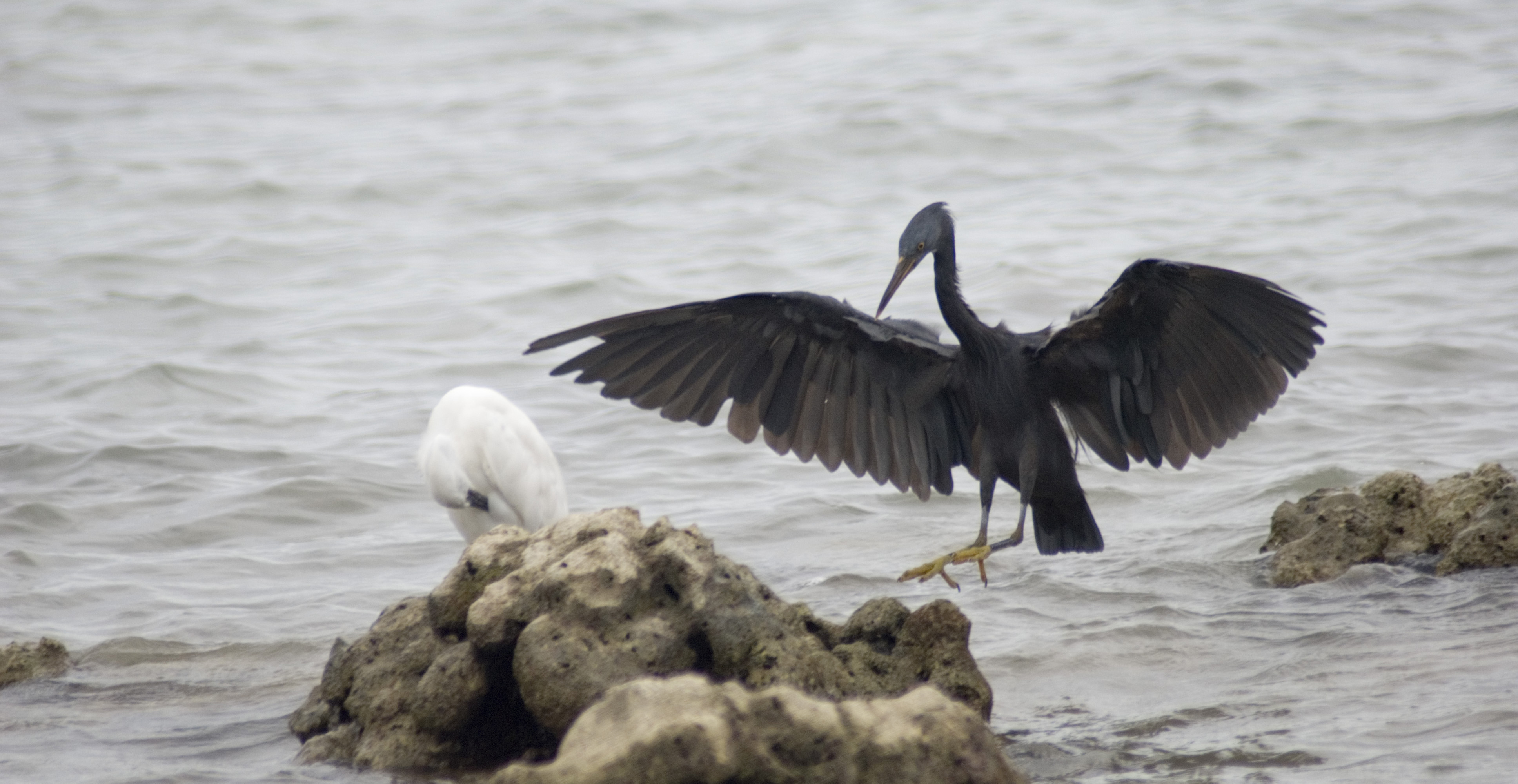
Aigrette sacrée (motuku lahi)
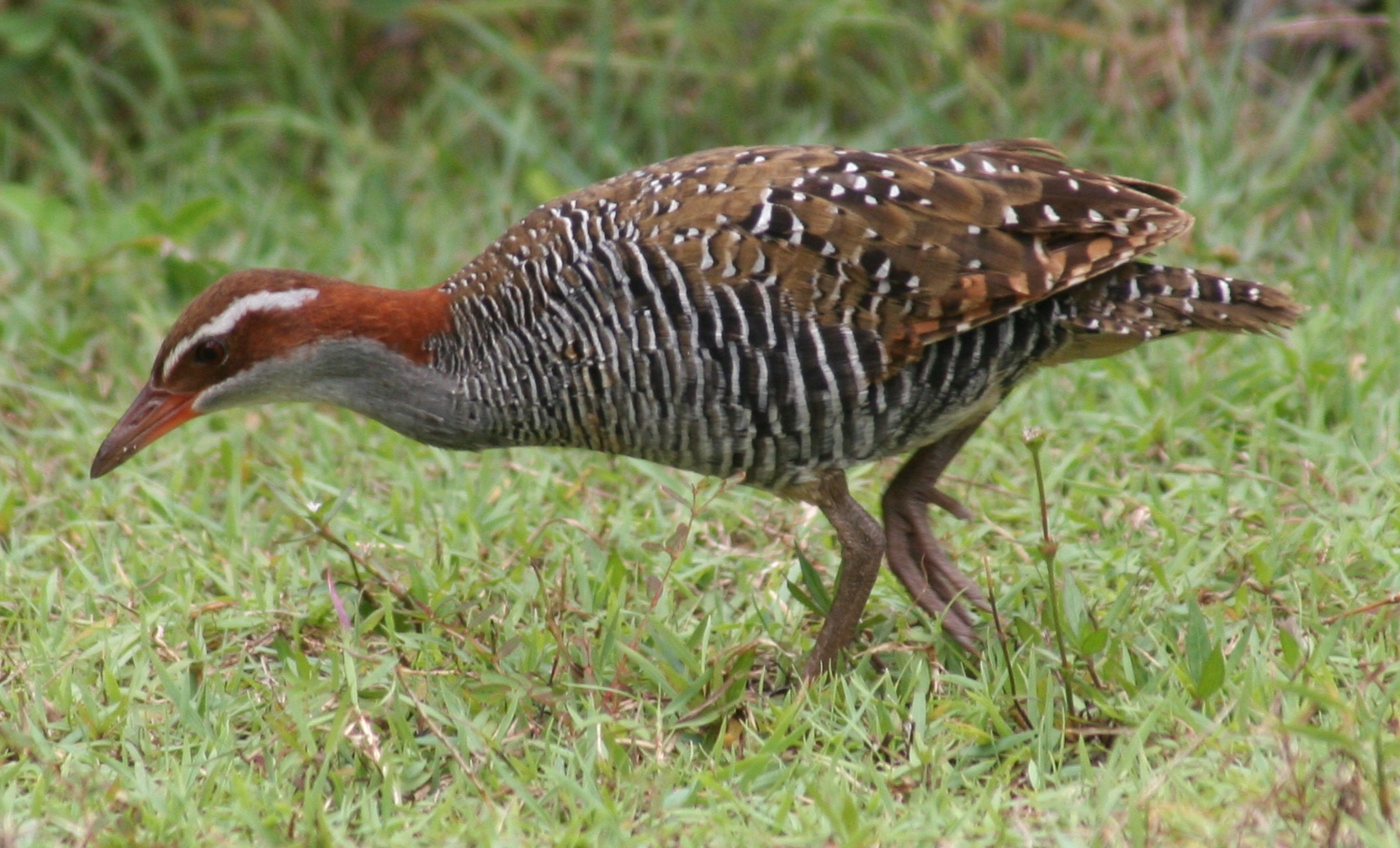
Râle tiklin (veka)
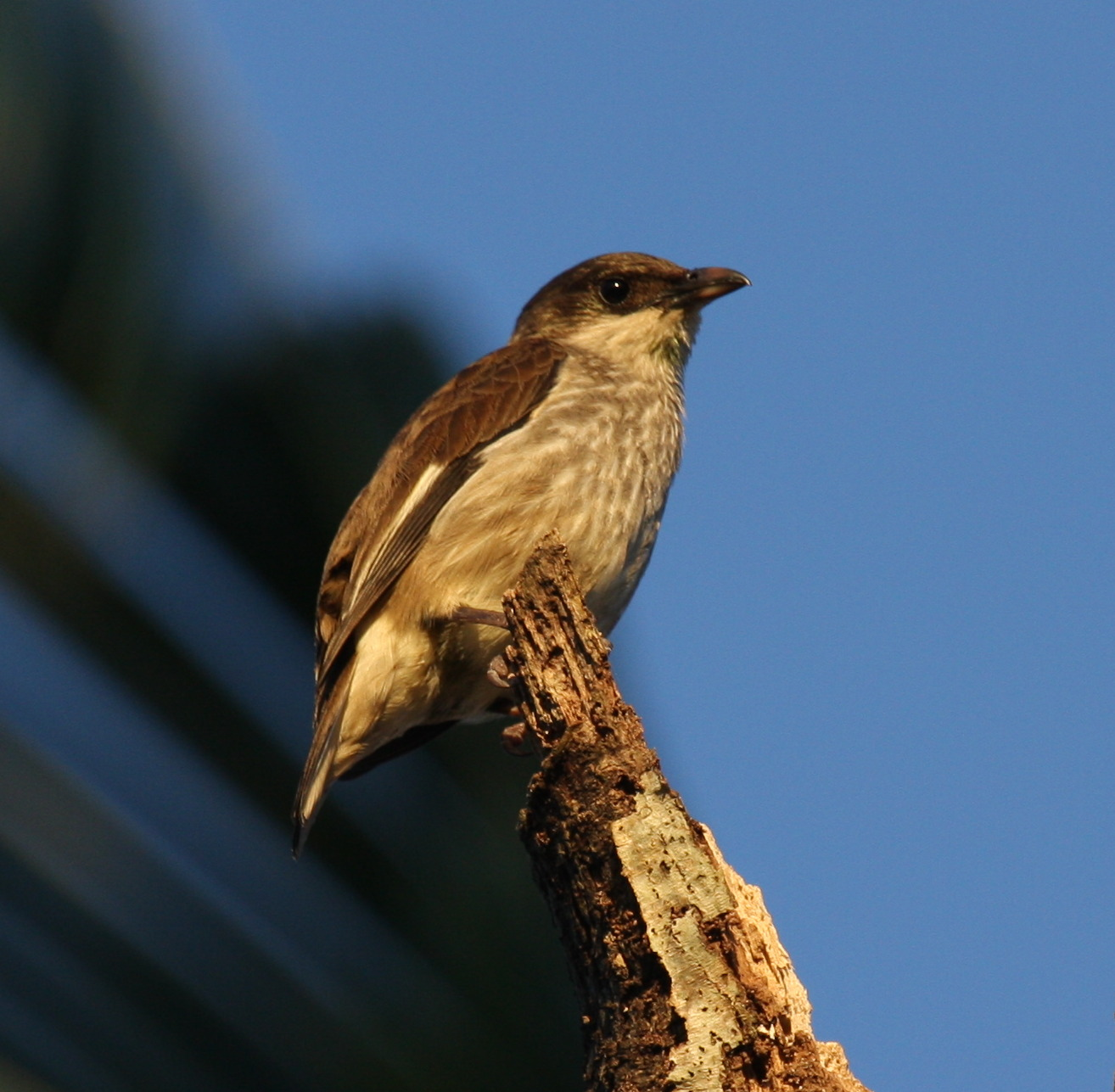
Stourne de Polynésie (misi)

Parmi les animaux, outre les poules et les cochons, des chèvres ont été introduites dans les années 1980 et des chevaux ont été importés pour servir notamment de moyen de transport. On trouve aussi des chiens errants et des chats.
D'autres mammifères sont présents, tels que le renard volant des Tonga (Pteroptus Tonganus), la chauve souris Emballonura semi caudata ou encore le rat polynésien (Rattus exulans). On trouve également des lézards tels que Emoia nigra, Emoia tongana, Emoia cyanura, Lipinia noctua et Cryptoblepharus eximius. De même, deux espèces de geckos sont présents à Niuafoʻou.
Dans les années 1950, des poissons d'eau douce tilapias du Mozambique ont été introduits dans les lacs de Vai Lahi et Vai Siʻi pour permettre la pêche. L'introduction du tilapia a bouleversé l'écosystème local. Il a probablement provoqué l’extinction d'un petit crabe qui vivait dans le lac. D'après Derek Scott (1993), le tilapia a également provoqué la quasi-disparition des canards locaux,. Les tilapias ayant épuisé leur source de nourriture, ils ont à leur tour connu une très forte mortalité.
De manière générale, la vie aquatique est très réduite dans les lacs volcaniques à cause de la forte alcalinité de l'eau.
De nombreux animaux marins peuplent les côtes : les habitants pêchent, récoltent des coquillages et des concombres de mer. Niuafoʻou a donné son nom à un poisson observé en 1932, Entomacrodus niuafoouensis, que l'on retrouve dans une grande partie de l'océan Pacifique et dans l'océan Indien.

#### Flore

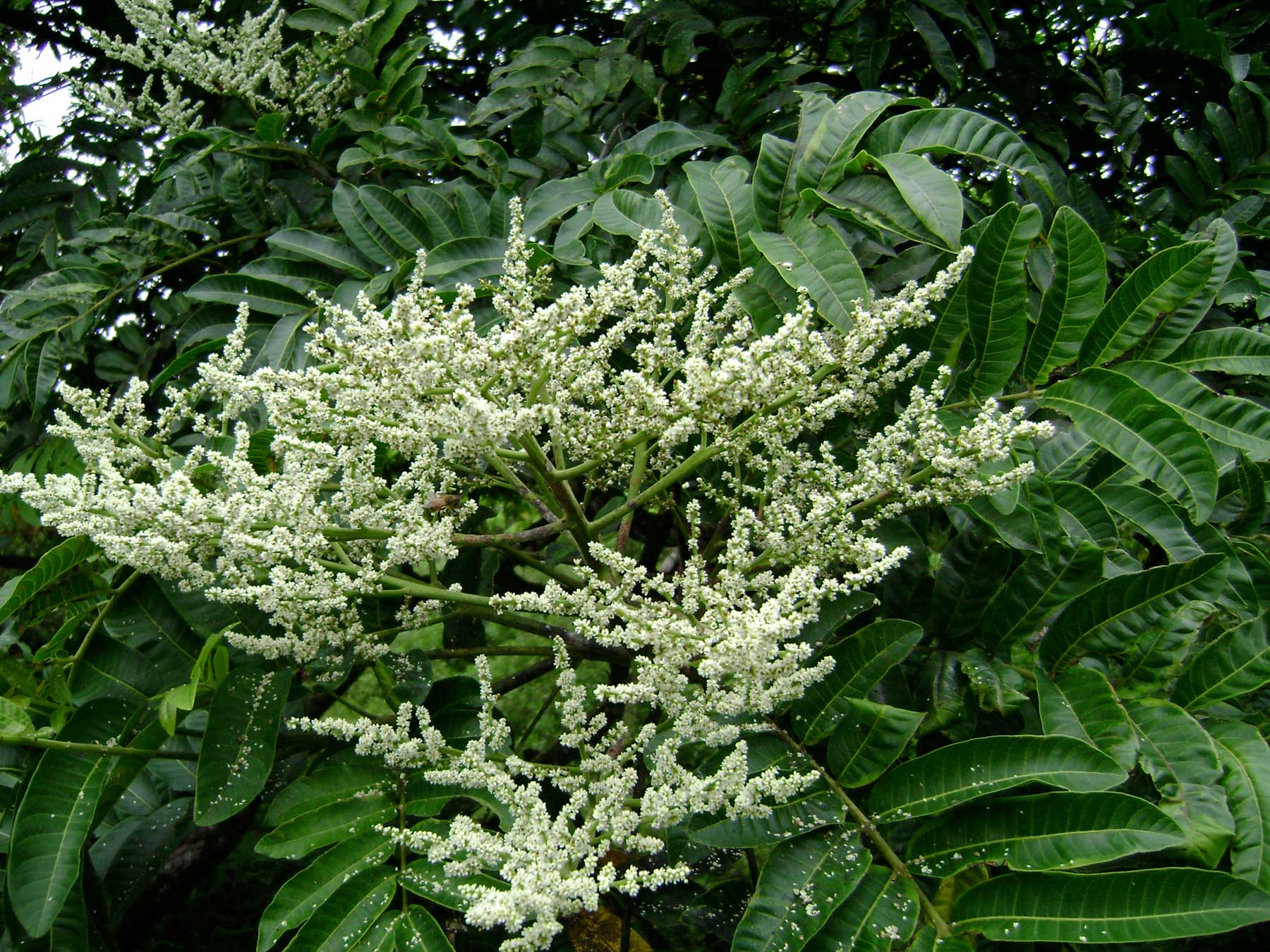
Le Rhus taitensis, en tongien to, un arbre de Niuafoʻou.

Niuafoʻou comporte de nombreux cocotiers et arbres à pain. L'île est riche en fruits (mangues, bananes, oranges, citrons, papayes, melons, ananas, etc.). Les habitants cultivent entre autres des ignames, du manioc, des patates douces (kumala) et plusieurs variétés de taro (kape, talo Tonga et talo Futuna).
Le climat chaud et le sol volcanique très fertile favorisent les plantations et permettent des récoltes beaucoup plus importantes que dans le reste des Tonga. Niuafoʻou était d'ailleurs réputée jusqu'à Tahiti pour avoir les noix de coco parmi les plus grosses du Pacifique. La nourriture est donc très abondante sur l'île. Un certain nombre d'espèces pionnières ont été observées sur les différentes coulées de lave, notamment des arbres comme le filao (en tongien toa), le Rhus taitensis (en tongien tavahi), Glochidion ramiflorum, Macaranga harveyana (en tongien loupata), Ficus obliqua, Elaeocarpus tonganus, etc.. D'autres arbres incluent le Ficus scabra (tongien masiʻata), le Scaevola taccada (tongien ngahu) et le Premna taitensis (tongien volovalo).

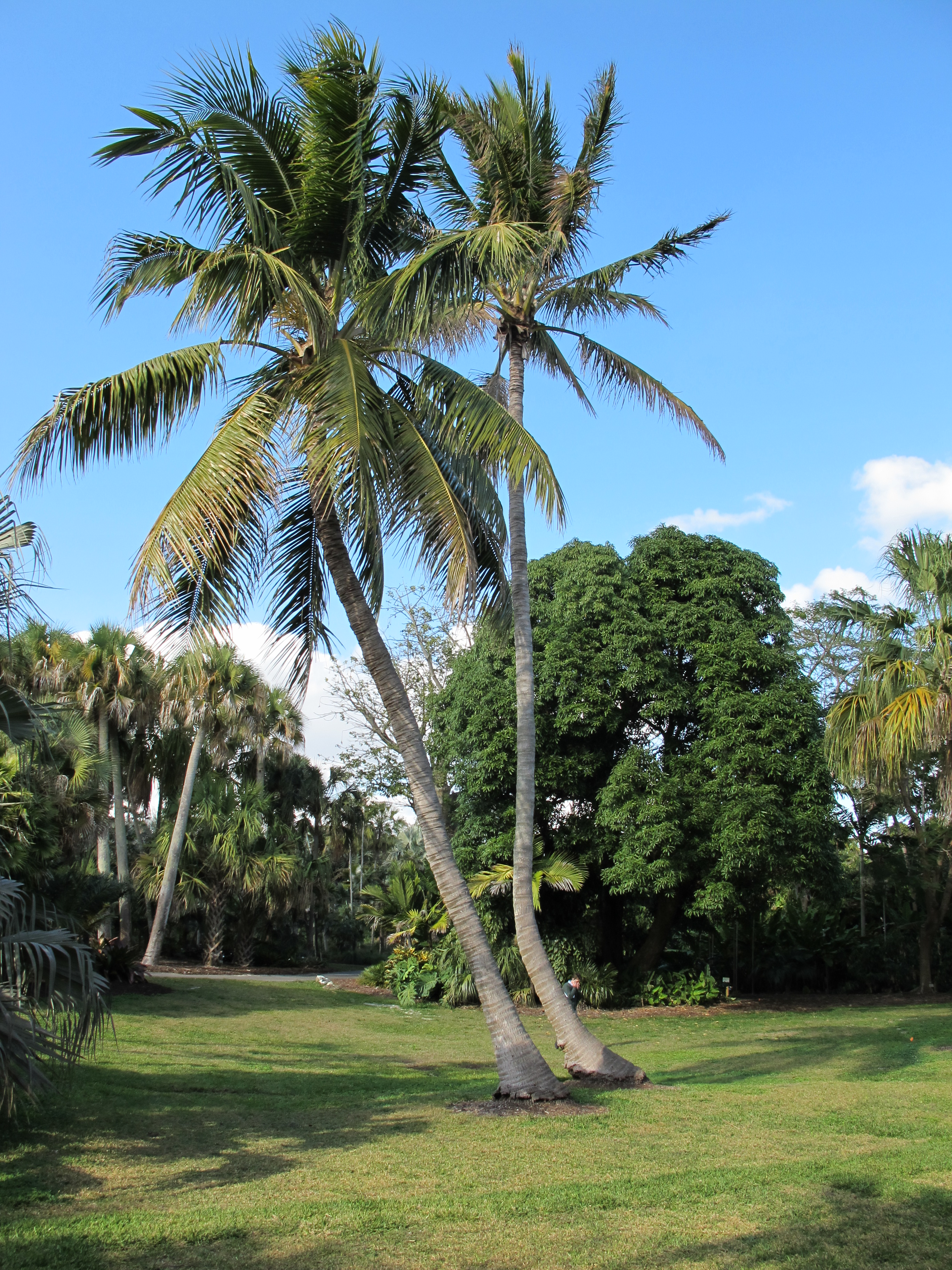
Cocotier (cocos nucifera)
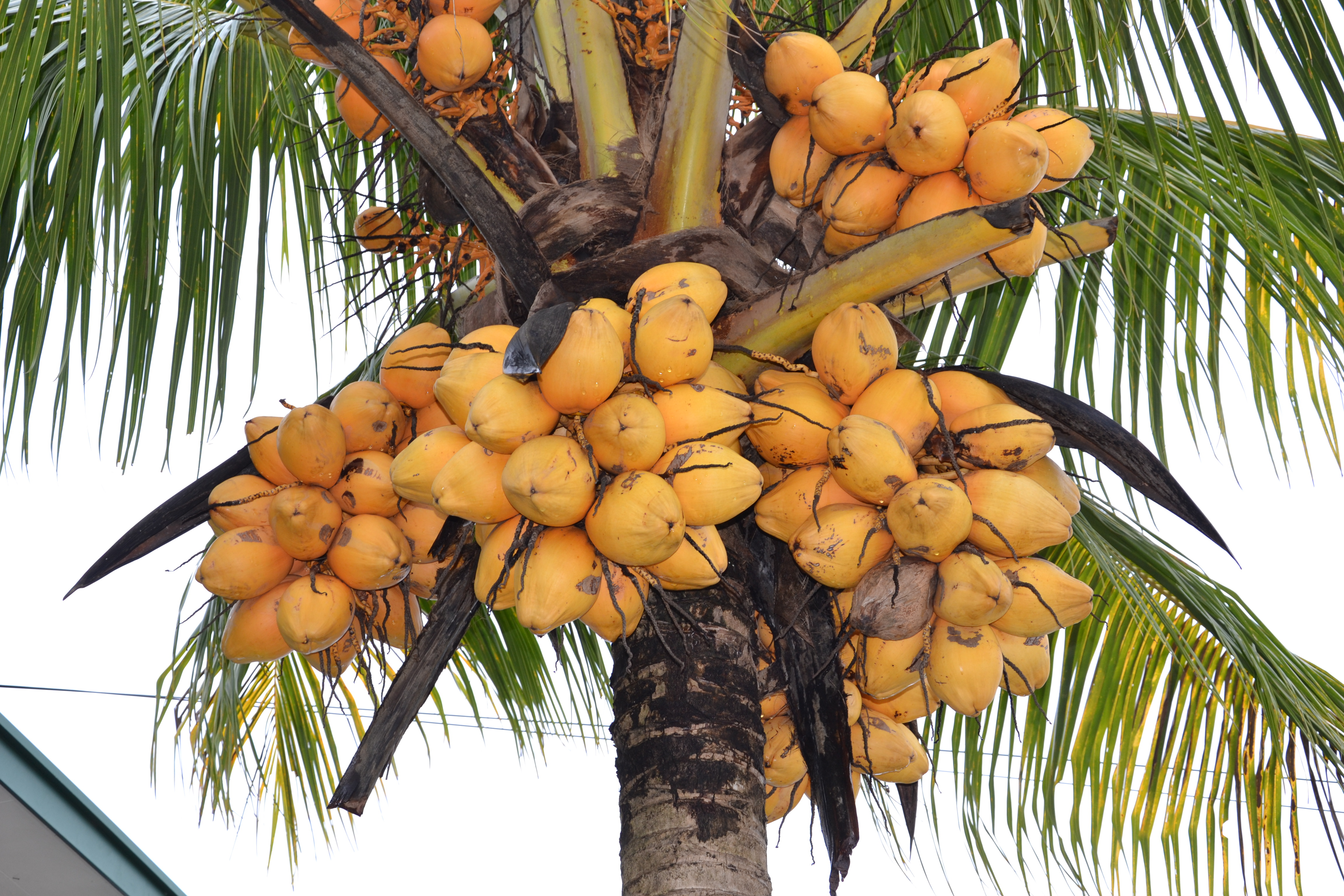
Cocotier (cocos nucifera)
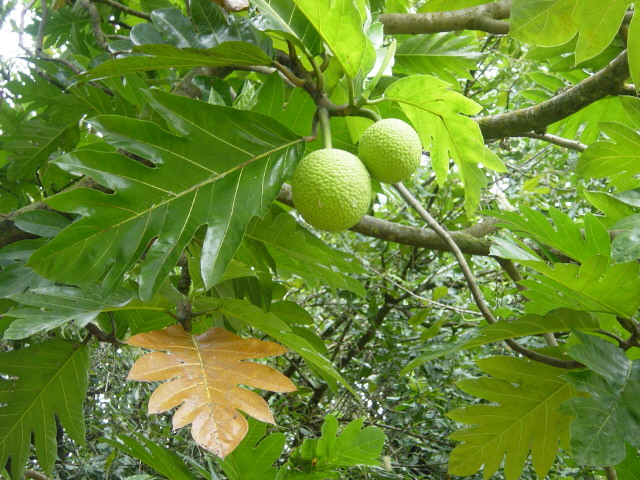
Arbre à pain (mei)
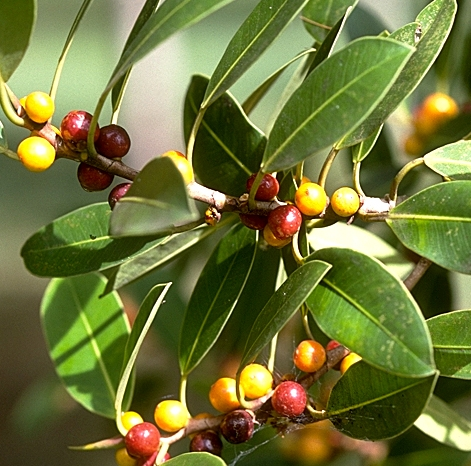
Ficus obliqua
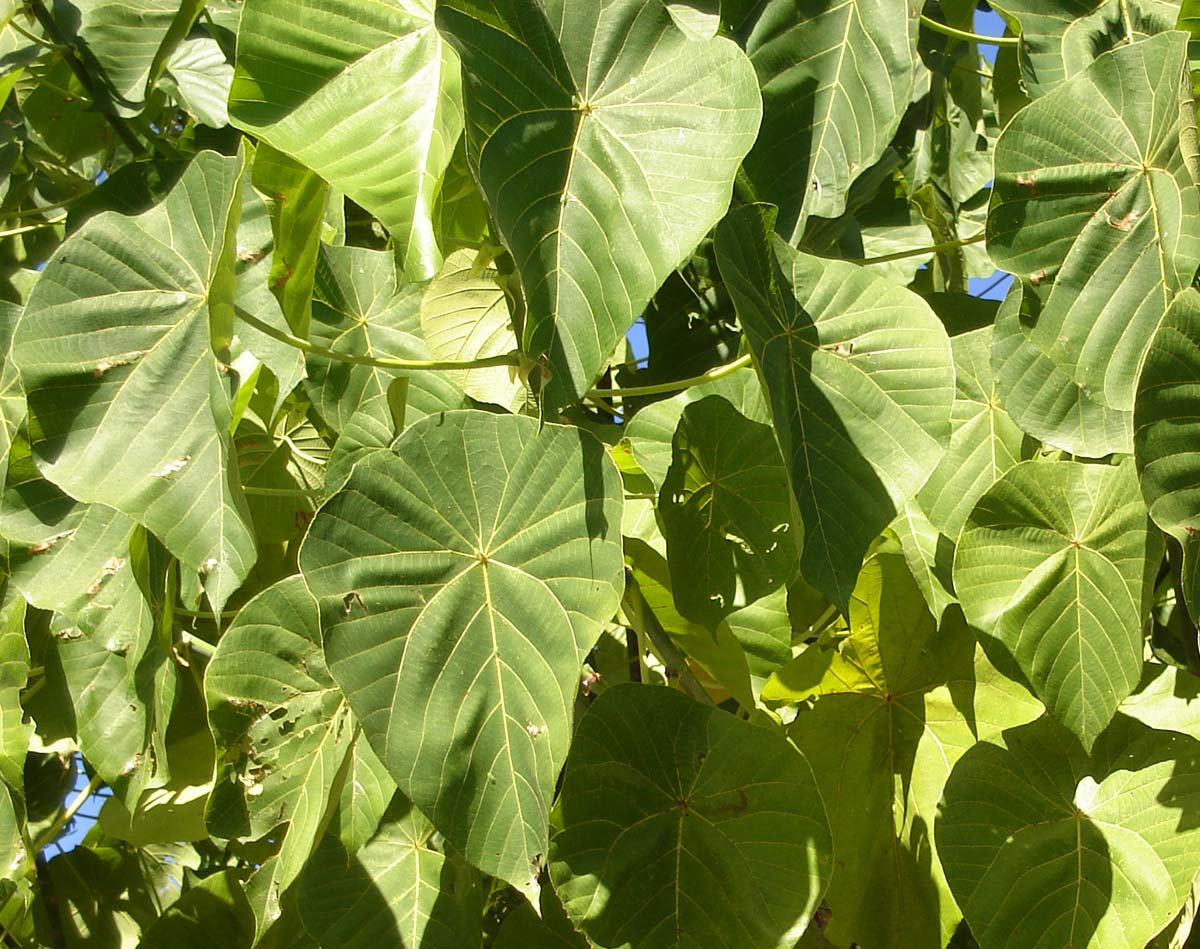
Macaranga harveyana (loupata)
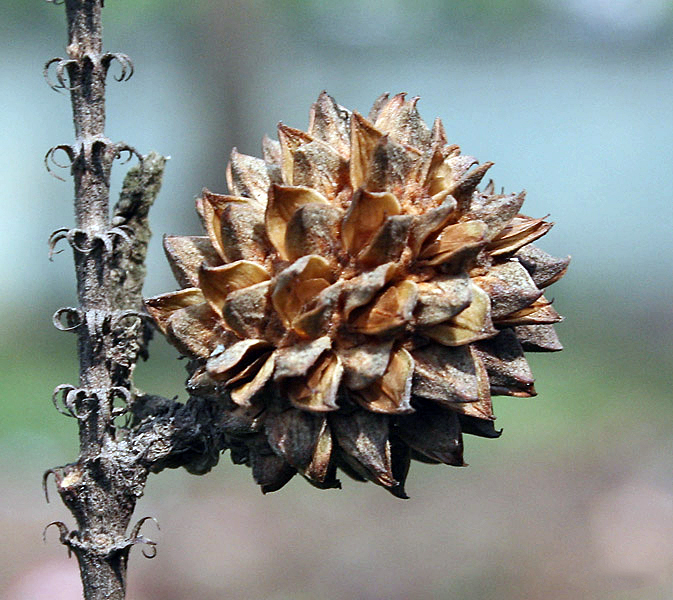
Casuarina epifolia ou filao (toa)
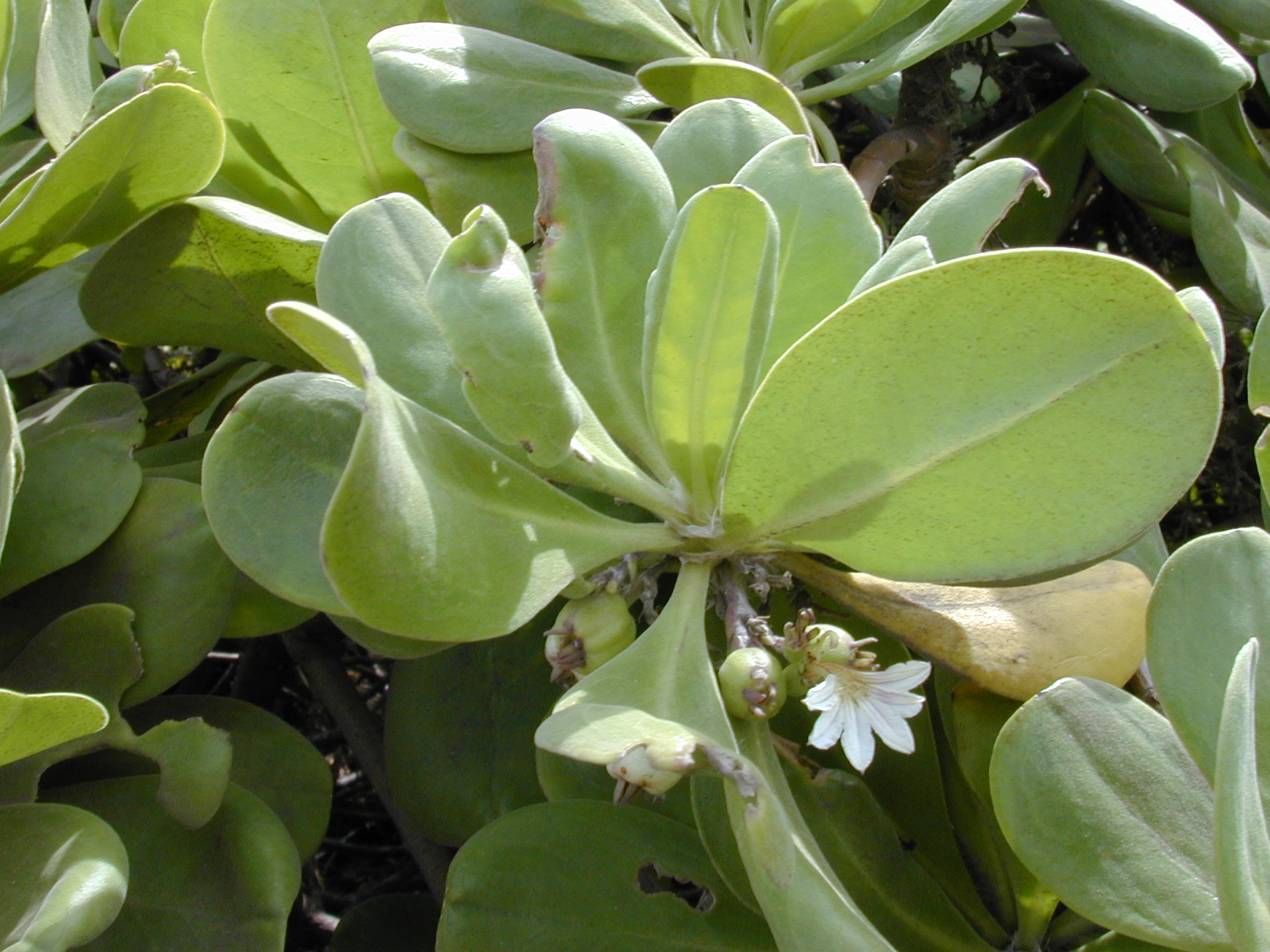
Scaevola taccada (ngahu)

Les arbres fruitiers sont rares sur l'île et plus de la moitié sont des espèces en danger, d'après un rapport de 2014. Ce même rapport indique que la végétation côtière est de plus en plus menacée par l'érosion des sols et la récolte du bois ; des programmes de replantage des différentes espèces sont nécessaires. 50 % des espèces côtières sont menacées. 60 % des plantes utilisées dans l'ornement ou ayant un rôle culturel sont également en danger.

## Histoire

### Préhistoire et conquête tongienne

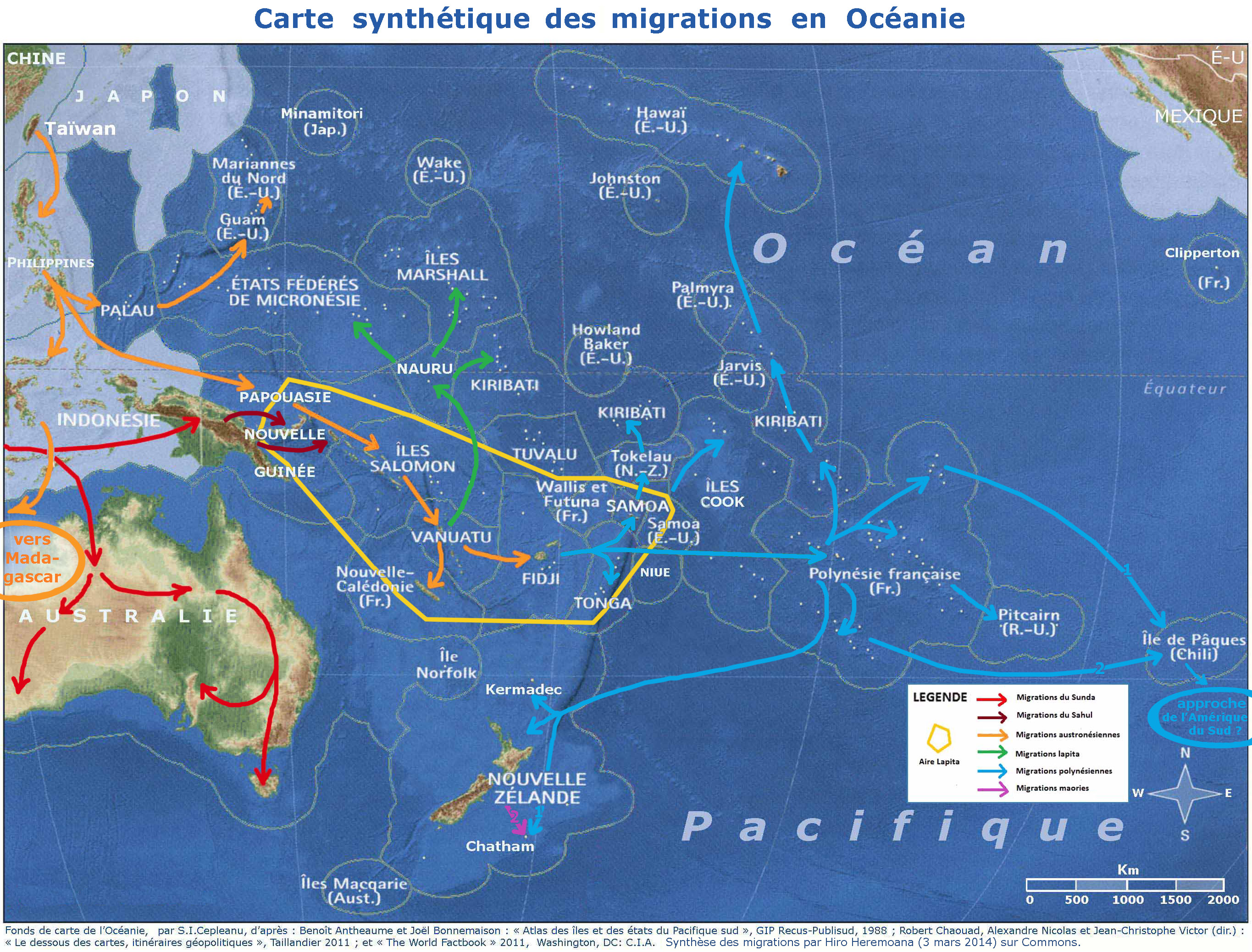
Les premiers habitants de Niuafoʻou, de culture Lapita, sont issus des migrations austronésiennes qui, parties de Taïwan, peuplèrent l'Océanie.

#### Peuplement
La préhistoire de Niuafoʻou est mal connue. Paul W. Taylor (1995) estime que l'île a pu être peuplée aux alentours du Ier millénaire av. J.-C. par des Lapita, en même temps que l'île voisine Niuatoputapu.
La tradition orale fait état de quelques contacts avec les îles de Niuatoputapu, Samoa, Tokelau, une partie des Fidji et même les îles Gilbert dans les Kiribati ainsi que Rotuma. D'après un manuscrit recueilli par le révérend Collcott en 1924, des habitants de Niuafoʻou auraient participé à la construction du Haʻamonga ʻa Maui, un trilithe situé à Tongatapu, sous le règne du roi tongien Tuitatui, aux environs de 1200.

#### Conquête tongienne

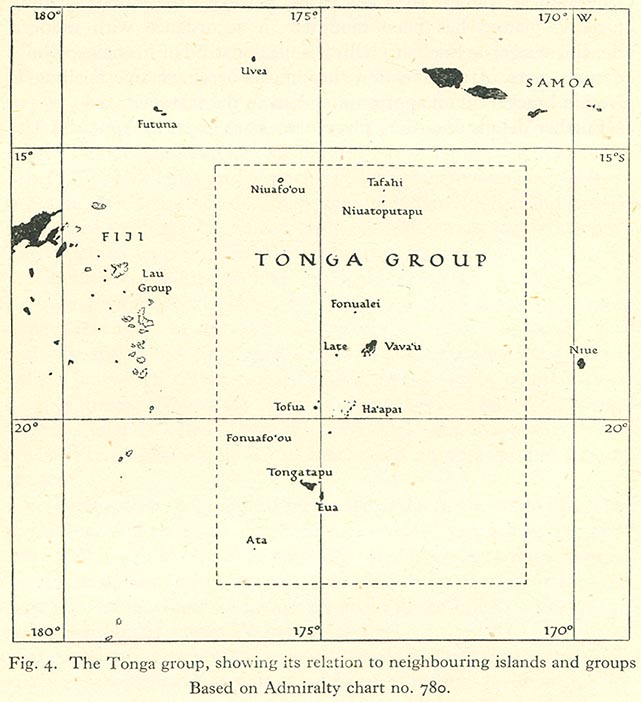
Niuafoʻou a développé des liens avec les îles environnantes, notamment ʻUvea (Wallis), avant d'être conquise par les Tongiens.

L'île de Niuafoʻou a été conquise par les Tongiens probablement au XIIIe  ou  XIVe siècle. Sous le règne du 24e Tuʻi Tonga, Kauʻulufonua Fekai (vers 1470), le royaume des Tonga s'étendait jusqu'à Niuafoʻou, Niuatoputapu et ʻUvea (Wallis). Cependant, en raison de son éloignement géographique, Niuafoʻou est restée assez indépendante du pouvoir central tongien. Pour asseoir son pouvoir sur les îles nouvellement conquises, Kau‘ulufonua Fekai y envoya des membres de sa famille. Elizabeth Both indique qu'à Niuafoʻou, il envoya Makauka et Hakavalu. Au contraire, pour Christophe Sand, les « gouverneurs » tongiens mandés par Kau‘ulufonua Fekai étaient Haufano et Māsila ; ils furent remplacés par Makauka et Hakavalu, des proches du Tu‘i Haʻatakalaua lorsque ce dernier prit le pouvoir à Tongatapu.
Kau‘ulufonua Fekai réorganisa le système politique tongien : tandis que le Tu‘i Tonga possédait le pouvoir spirituel, le pouvoir temporel était confié au Tu‘i Haʻatakalaua,. Plusieurs rois tongiens de la dynastie Haʻatakalaua avaient leur résidence à Niuafoʻou.

##### LignéeFotofili
D'après Elizabeth Both, le roi Haʻatakalaua Fotofili (au XVIIIe siècle) envoya à Niuafoʻou son petit fils, Fotofili, qui était également le petit-fils du roi de Wallis de l'époque, le Tuʻi ʻUvea. Auparavant, les aristocrates (ʻeiki) envoyés par le Tuʻi Tonga à Niuafoʻou avaient été massacrés par la population locale.
Fotofili, réputé pour sa cruauté, s'imposa rapidement comme le chef suprême de Niuafoʻou. Il put gouverner l'île de manière indépendante en raison de la grande distance qui la séparait des autres îles des Tonga. Son fils, Alokuoʻulu Fotofili, lui succéda.
Au XVIIIe siècle, les Tongiens firent de la famille Fotofili les gouverneurs de l'île. Aujourd'hui encore, Fotofili est le plus haut titre aristocratique dans l'île.
Lorsque la dynastie Kanokupolu prit progressivement le pouvoir à partir de 1600, les souverains tongiens envoyèrent des matāpule (assistants de chefs) à Niuafoʻou : Haufano et Māsila. Ils avaient avant tout un rôle cérémoniel et n'étaient pas destinés à remplacer les chefs existants. La lignée Fotofili s'est perpétuée jusqu'à aujourd'hui.

##### LignéeFusituʻa
Le pouvoir des Tuʻi Kanokupolu se renforça avec le temps. Au XVIIIe siècle, un noble de bas rang (foha), Fusituʻa, fut envoyé à Niuafoʻou. Le seigneur Fotofili l'accepta et Fusituʻa put s'installer sur l'île. Vers 1650, les fils du troisième Tuʻi Kanokupolu, Mataelehaʻamea, s'imposèrent dans tous les Tonga. Ils ne purent cependant établir leur autorité à Niuafoʻou, où le pouvoir de Fotofili était trop grand. La lignée Fusituʻa est encore vivante.

#### Niuafoʻou au sein des Tonga
Les liens entre les différentes îles tongiennes étaient maintenues à travers la participation à une cérémonie des prémices, l'inasi, qui se tenait tous les ans en mars et en octobre. Bataille-Benguigui (1992) rapporte qu'à cette occasion, les habitants de Niuafoʻou apportaient du bois de fer de haute qualité. Cette fête s'est perpétuée jusqu'au XIXe siècle. En 1967, le roi Taufa'ahau Tupou IV a institué un salon de l'agriculture présentant de nombreuses similitudes avec l'inasi. Ce salon de l'agriculture se tient régulièrement à Niuafoʻou depuis.

#### Conquête de Rotuma
Niuafoʻou tient une place importante dans la tradition orale rotumane. D'après J. Stanley Gardiner (1896), le chef tongien Maʻafu, venu de Niuafoʻou, débarqua à Rotuma avec 300 hommes vers 1650 et conquit l'île. Cette expédition visait peut-être à laver un affront fait au Tuʻi Tonga. Cependant, les Rotumans se révoltèrent contre les Tongiens et renversèrent le chef Maʻafu. L'influence niuane à Rotuma, même si elle a duré relativement peu de temps (une génération), est également attestée au niveau linguistique par certains emprunts. De même, Maʻafu a donné son nom au titre le plus élevé de chef dans la hiérarchie rotumane, maraf ou marafu.

#### Liens avec Wallis (ʻUvea)

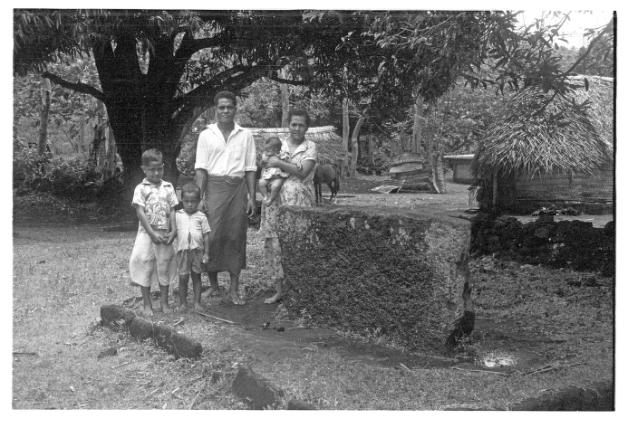
La pierre Hanga ki ʻUvea, dans le village de Fataʻūlua, indique la direction de Wallis.

L'île a maintenu de nombreux contacts avec Wallis (ʻUvea) et Futuna,, ce qui se vérifie d'un point de vue linguistique (le wallisien et le niuafoʻou sont très proches, à tel point qu'ils sont parfois considérés comme des dialectes de la même langue). Au XXe siècle, de nombreux Niuans se réclament encore d'ascendance wallisienne.
L'anthropologue Garth Rogers a mis au jour une pierre de basalte d'environ 150 cm, appelée Hanga ʻi ʻUvea. Selon David Lewis, son nom signifie « faisant face à ʻUvea ». D'après Rogers, cette pierre servait à indiquer la direction de Wallis aux navigateurs niuans. Sa position tient même compte des vents.
Après l'arrivée des missionnaires catholiques en 1837 à Wallis, et surtout depuis que Wallis-et-Futuna sont devenues un territoire d'outre-mer français en 1961, ces échanges se sont interrompus. Wallis a été avant tout reliée avec Futuna et les autres territoires français du Pacifique, en premier lieu la Nouvelle-Calédonie. En outre, les missionnaires maristes présents à Wallis ont toujours vu d'un mauvais œil les apports extérieurs et ont interdit aux Wallisiens et Futuniens les tāvaka, ces voyages en pirogue vers d'autres îles. Cependant, plusieurs missionnaires wallisiens furent envoyés à Niuafoʻu par les pères maristes.

### Premiers contacts avec les Européens

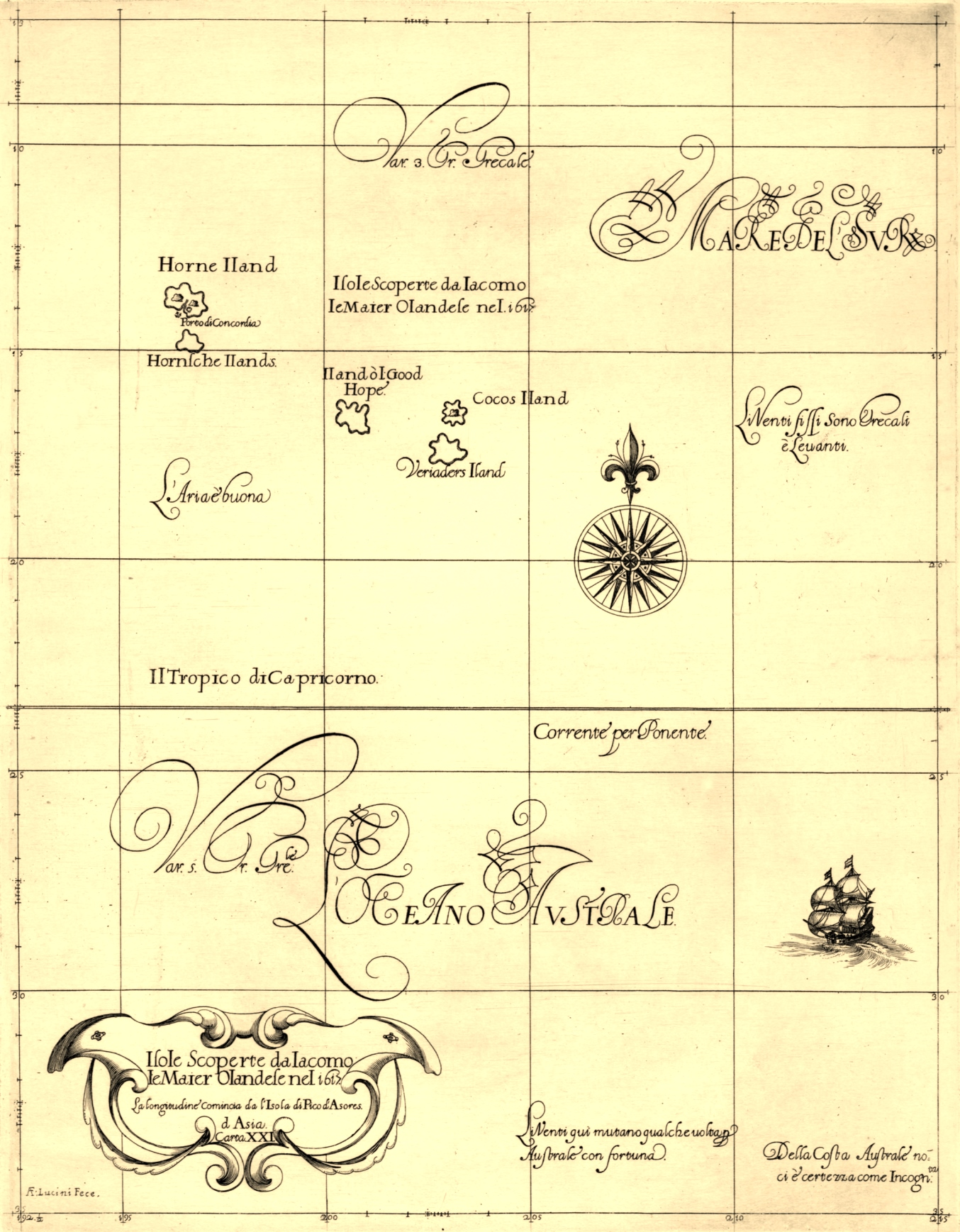
Carte de 1646 tirée du Dell'Arcano del Mare de Robert Dudley montrant l'île de Niuafoʻou (Illand of Good Hope), dessinée de manière approximative.

Les premiers Européens à aborder Niuafoʻou furent les navigateurs néerlandais William Schouten et Jacob Le Maire, le 14 mai 1616. Cherchant un lieu où se réapprovisionner en eau et nourriture, ils nommèrent l'île Eylant van goede hope, « île de bonne espérance ». Après quelques échanges amicaux, la rencontre avec les habitants tourna à la confrontation ; les Hollandais repartirent après avoir tué deux Niuans et sans avoir pu débarquer,.
Pendant plus d'un siècle, l'île ne reçut aucune visite européenne. Le 12 août 1772, deux navires français, le Mascarin et le Marquis de Castries, passèrent près de l'île sans s'y arrêter. L'officier Julien Crozet nomma alors Niuafoʻou « Île du point du jour ». Il la décrit de la manière suivante : « Elle m'a paru comme un pic aride, escarpé, montueux, entourée de rochers, surtout dans la partie du sud où ces rochers ressembloient à des bateaux » ». En 1791, le navire britannique HMS Pandora, parti à la recherche des révoltés du Bounty, fit halte à Niuafoʻou. Cette fois-ci, la rencontre fut plus amicale et les officiers britanniques notèrent la proximité de la langue parlée par les insulaires avec celle du reste des Tonga. Edward Edwards nomma l'île Proby Island.

#### Niuafoʻou victime d'un trafiquant d'esclaves (1863)
En 1863, les Niuans furent victimes de Thomas James McGrath, capitaine du Grecian, qui enleva trente autochtones pour les vendre comme esclaves au Pérou. Ce blackbirder fit croire aux insulaires qu'ils iraient travailler aux îles Fidji pour gagner leur confiance. Les 30 Niuans, ainsi que 144 Tongiens enlevés par McGrath sur l'île voisine de ʻAta, furent vendus en chemin au navire General Prim. Le 19 juillet 1863, le General Prim arriva à Callao au Pérou. Le gouvernement péruvien ayant aboli le trafic d'esclaves polynésiens, les Tongiens ne furent pas vendus et purent repartir après plusieurs mois d'attente. Cependant, les capitaines qui devaient les ramener chez eux les abandonnèrent en chemin : c'est ainsi qu'un des Niuans enlevés en 1863 se retrouva l'année suivante sur l'île de Rapa, dans l'archipel des Australes, à plus de 3 500 km de Niuafoʻou. Le sort des 29 autres Niuans enlevés est inconnu.

### Niuafoʻou jusqu'en 1946
Du fait de son éloignement géographique, Niuafoʻou est restée relativement indépendante sur le plan religieux, guère affectée par les transformations sociales, économiques et politiques qui eurent lieu dans les autres îles des Tonga durant le XIXe siècle. En 1875, Niuafoʻou fut incluse dans la constitution tongienne.

#### Arrivée des missionnaires et conversion au christianisme

##### Contexte: rivalités missionnaires dans le Pacifique auXIXesiècle
Les îles Tonga, et de manière générale cette région de la Polynésie, furent le théâtre de rivalités missionnaires très fortes entre les protestants méthodistes, majoritaires aux Tonga, et les catholiques maristes. Ces derniers étaient basés à Wallis, à l'époque une véritable théocratie insulaire sous l'autorité du père Bataillon, et distante de 270 kilomètres de Niuafoʻou. En 1855, à la suite de la signature d'une convention avec la France, le catholicisme fut reconnu officiellement par le gouvernement tongien.
Cependant, les îles des Niuas étaient « à l'abri des discordes religieuses qui marquent les autres îles de l'archipel » à cause de la distance qui les séparait du reste des Tonga.

##### Protestantisme
Les protestants furent les premiers à évangéliser Niuafoʻou. En 1832, un groupe de missionnaires méthodistes tongiens arriva sur l'île, où ils répandirent le protestantisme. En 1850, les méthodistes avaient construit neuf chapelles (sans doute une par village) et comptaient 34 prêtres locaux et 700 membres.
Un article paru dans le journal allemand Die Gartenlaube en 1878 dénonce la pression exercée par les missionnaires, notamment le révérend Shirley Baker (à la tête des méthodistes aux Tonga à l'époque), sur les habitants de Niuafoʻou. L'auteur, anonyme (sans doute un marchand allemand), estime que les missionnaires exigent des donations exagérées des Niuans (notamment en coprah), ce qui pousserait les habitants à délaisser leurs plantations et risquerait de provoquer la famine à long terme.
En 1879, Shirley Baker se sépara de l'Église méthodiste et fonda l'Église libre des Tonga. En 1924, une nouvelle scission eut lieu : la reine Salote fonda l'Église wesleyenne libre des Tonga. De ce fait, les deux dénominations méthodistes sont présentes à Niuafoʻou, et parfois les deux cohabitent au sein d'un même village.

##### Catholicisme

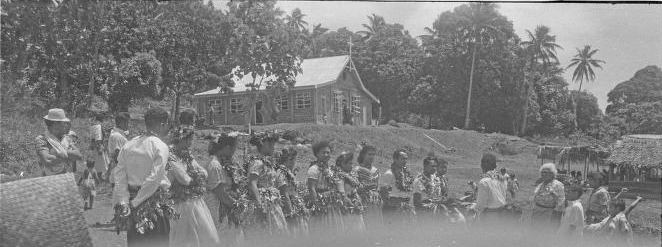
Inauguration de l'église catholique à Kolofoʻou en 1967.

Le catholicisme s'est implanté plutôt tardivement à Niuafoʻou. Ce n'est qu'en 1886 que des pères maristes européens arrivèrent sur l'île. Les maristes convertirent assez vite une partie de la population niuane : en 1891, 130 Niuans faisaient partie de la communauté catholique. Cette même année, la mission mariste à Niuafoʻou fut officiellement établie. Elle était dirigée par un Français, le père Jouny jusqu'à sa mort en 1931, avec l'aide de deux religieuses (une Tongienne et une Wallisienne) et d'un autre prêtre, le père Lamata. En 1917, les catholiques étaient 150 et 300 en 1926, pour une population insulaire totale de 1 200 habitants.
En plus d'une église, les maristes construisirent également une école en 1896. En 1892, deux églises catholiques étaient présentes sur l'île, ainsi qu'un couvent de religieuses visant à former des sœurs autochtones, créé l'année précédente. En effet, le but des maristes était de former un clergé indigène le plus rapidement possible, notamment pour des raisons linguistiques et culturelles. Le couvent fut cependant détruit en 1915 par une tempête et abandonné par la suite. Les maristes ont également souffert des destructions causées par un cyclone en 1931, qui occasionna de fortes dettes.
Le père Jouny fut secondé entre 1928 et 1930 par le père Albert Kermann, originaire d'Alsace. En 1931, l'intérim de la mission catholique fut confié à un prêtre wallisien, le père Petelo Liku Mo Aka Aka. Peu après, le père Setefano fut envoyé pour l'aider. Ces deux prêtres avaient été formés au séminaire de Lano à Wallis (fondé en 1845). Cependant, les deux furent critiqués par leur hiérarchie : Petelo accumula les dettes et Setefano montrait une nette préférence pour le kava par rapport aux prières. De 1944 à 1946, le père alsacien Édouard Laurent Schahl a résidé à Niuafoʻou. Connu localement sous le nom de pātele Lolesio, il a vécu l'éruption de 1946.
En 1946, la communauté catholique comptait 400 membres. En 1967, une église fut inaugurée à Kolofoʻou en présence de l'évêque néo-zélandais John Rodgers.

#### Activité volcanique

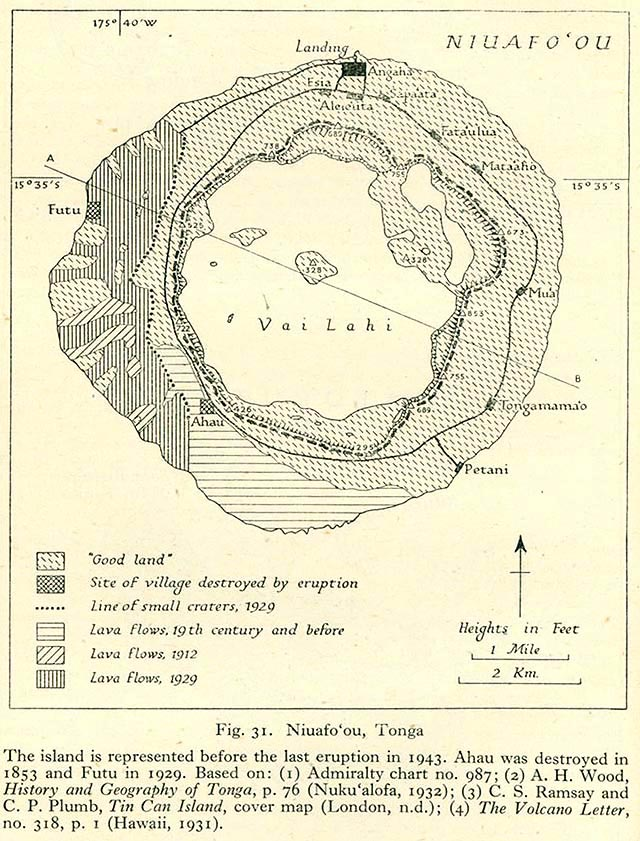
Carte de Niuafoʻou représentant l'île avant l'éruption de 1943. Les différentes coulées de lave sont visibles sur la carte.

En juin 1853, une éruption éclata près du village de ʻĀhau (dans le Sud de l'île), le détruisant et tuant 25 personnes. Une importante éruption eut lieu en 1886 ; elle dura deux semaines et détruisit de nombreux villages. Une grande partie des plantations furent détruites par les cendres sulfuriques rejetées par le volcan (le nuage s'éleva à plus de 900 mètres).
En 1929, l'éruption du volcan détruisit le village de Futu, sans faire de victimes. À la suite de cette éruption, le gouvernement tongien installa une station de télégraphe sans fil pour établir une communication avec l'île. Les habitants construisent alors Kolofoʻou, qui signifie littéralement « nouveau village ».
Les différentes éruptions ont transformé la morphologie de l'île : l'éruption de 1929 rendit le mouillage très difficile pour les navires à Niuafoʻou, renforçant l'isolement de l'île. Le versant ouest de l'île comporte de nombreuses coulées de lave issues des différentes éruptions.

#### Expédition scientifique de 1930
De manière générale, la présence européenne à Niuafoʻou a été très limitée. Cependant, en août 1930, une expédition scientifique américano-néo-zélandaise fut organisée sur l'île dans le but d'observer l'éclipse solaire qui eut lieu le 21 octobre 1930,. Pendant plusieurs mois, cette expédition, organisée par l'observatoire naval des États-Unis, l'observatoire de l'université de Virginie et l'observatoire Sproul (en) du Swarthmore College installa des télescopes et autres appareils d'observation. Le volcanologue Thomas Jaggar participa à l'expédition et étudia en détail le volcan et la géologie de l'île. En plus de l'observation de l'éclipse, les scientifiques installèrent également une station météorologique et collectèrent des spécimens des différents animaux de l'île.
L'accueil des habitants fut très cordial et l'expédition bénéficia de l'approbation de la reine Salote, souveraine des Tonga. Plusieurs fêtes furent organisées en l'honneur de l'expédition.

### Point tournant de 1946

#### Éruption de 1946 et évacuation de l'île
Dans la nuit du 9 septembre 1946, le volcan entra en éruption. Les habitants se réfugièrent sur le mont Piu dans le Nord de l'île, haut de 213 m, puis, sur le mont Mokotu voisin. Cette éruption détruisit le village de ʻAngahā, la plupart des bâtiments administratifs, les réserves de coprah (930 tonnes) ainsi que le télégraphe, sans pour autant faire de victimes. Bien que les autres villages et la plupart des plantations n'aient pas été touchés et que, de l'avis des habitants, cette éruption était bien moins grave que les précédentes, les autorités tongiennes décidèrent d'évacuer entièrement l'île, notamment par crainte des réactions internationales.
Après avoir organisé une consultation populaire, la décision fut entérinée. La reine Salote créa le Niuafoʻou Evacuation Committee (dépendant du ministère de l'agriculture et dans lequel ne se trouvait aucun Niuan), qui s'occupa d'évacuer puis de reloger les habitants. D'après Rogers, le ministre de l'agriculture et le consul britannique souhaitaient l'évacuation, tandis que la famille royale y était initialement opposée. Cette situation, s'ajoutant aux difficultés matérielles (les bateaux ne peuvent pas jeter l'ancre près des côtes ; les habitants souhaitaient démonter leurs maisons et les emmener avec eux...) retarda l'évacuation. Cependant, la reine se rangea à l'avis du ministère et finit par approuver l'opération. Le 20 décembre 1946, trois mois après l'éruption, les habitants furent évacués.

#### Naissance d'une diaspora niuane

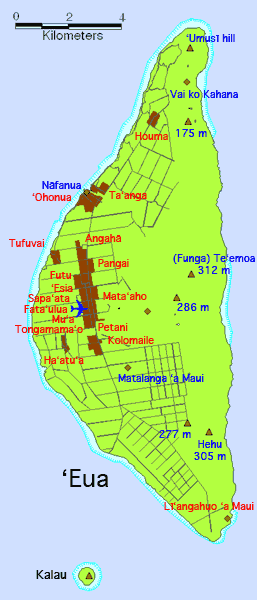
En 1949, une partie des Niuans furent réinstallés sur l'île de ʻEua, au sud de Tongatapu, où ils reconstituèrent une nouvelle société calquée sur celle de leur île d'origine.

Malgré l'opposition de certains habitants et du noble Fusituʻa, ces derniers (1 300 à l'époque) furent transférés sur l'île principale des Tonga, Tongatapu. Quelques habitants refusèrent d'embarquer et restèrent sur l'île, mais furent évacués eux aussi en octobre 1947. Niuafoʻou resta alors inhabitée pendant 12 ans.
L'arrivée à Tongatapu de 1 300 évacués sans terres, le manque de ressources et les préjugés dont souffraient les Niuans provoqua l'hostilité des Tongiens à l'égard des nouveaux venus. De leur côté, les Niuans ne pouvaient pas cultiver la terre par manque de place et vivaient difficilement de dons en nourriture. En 1949, la moitié des Niuans furent relogés sur l'île voisine d'ʻEua. Là, ils purent recréer une communauté autonome, avec ses propres villages, écoles, magasins et églises. Si, au début, les relations avec les habitants d'ʻEua furent tendues, elles s'améliorèrent avec le temps. Les Niuans construisirent neuf villages auxquels ils donnèrent les mêmes noms que ceux de Niuafoʻou.
En 1951, le gouvernement tongien organisa une expédition pour récolter du coprah, ne voulant pas passer à côté de cette opportunité économique. C'est ainsi que tous les ans, des ouvriers tongiens restaient plusieurs mois sur l'île. En l'absence des habitants, la végétation avait poussé, les animaux avaient proliféré et la nourriture était donc abondante sur l'île.

#### Retour à Niuafo'ou (1958)

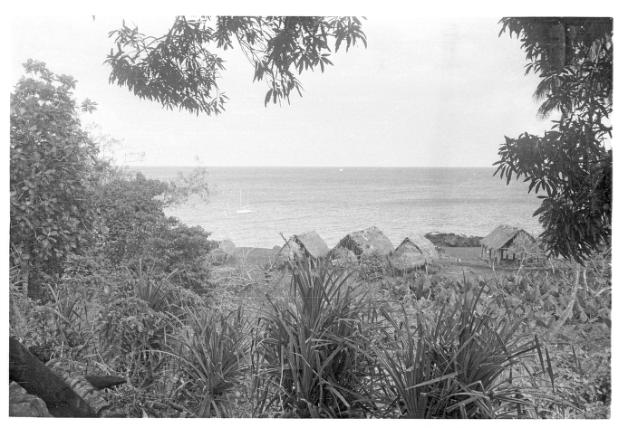
Cases (fale) sur la plage du village abandonné de Futu, en 1967. Elles sont utilisées les jours où un bateau amène une cargaison.

Le reste des évacués (environ 600) demeurèrent à Tongatapu et la majorité d'entre eux voulaient retourner dans leur île d'origine. En 1958, le gouvernement tongien accepta finalement de laisser rentrer les Niuans chez eux. Un tiers des habitants retourna à Niuafoʻou, tandis que d'autres choisirent de rester sur ʻEua. En 1988, la diaspora niuane était deux fois plus nombreuse à ʻEua et dans les autres îles tongiennes qu'à Niuafoʻou.
L'éruption et l'évacuation de 1946 ont profondément bouleversé la société niuane. Une grande partie des autorités politiques présentes en 1946 n'était plus là en 1958, l'ancienne capitale administrative ʻAngahā était entièrement détruite et plus aucun représentant du gouvernement tongien n'était présent. En 1967, deux villages n'avaient pas d'autorité politique foncière ; dans cinq villages, le maintien de l'ordre n'était assuré que par les églises. Ce n'est qu'en 1981 que les terres furent officiellement redistribuées aux habitants sur l'île.

### Courrier en boîte de conserve

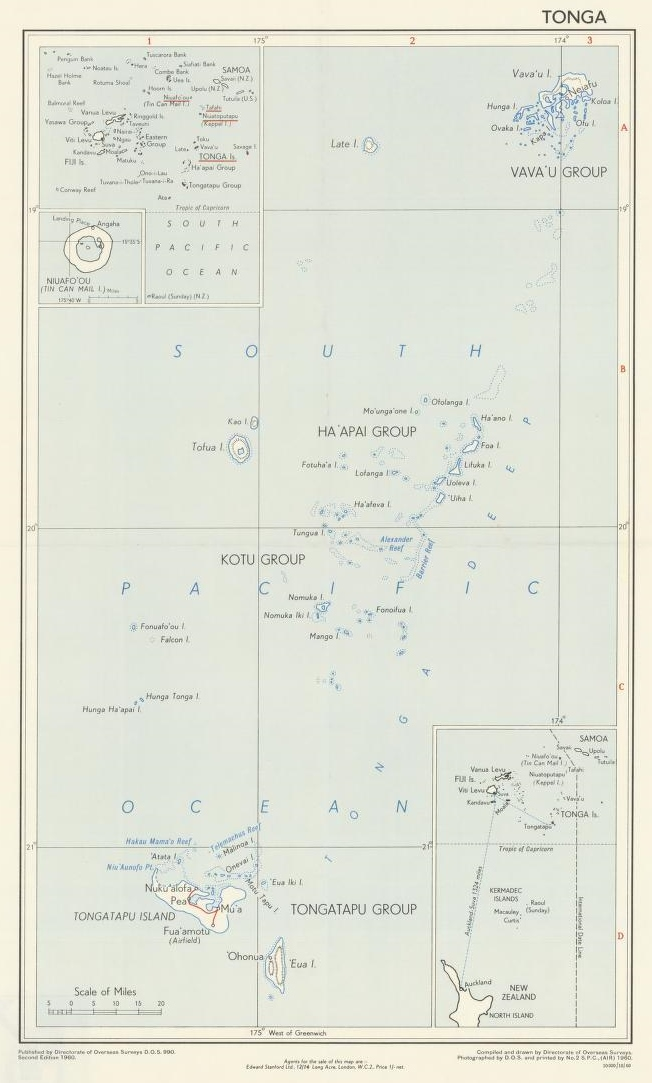
Sur cette carte britannique des Tonga de 1960, Niuafo'ou apparaît avec son surnom en.

Niuafoʻou s'est rendue célèbre pour sa méthode unique d'envoi et de réception du courrier. En effet, l'île ne disposant pas de point d'ancrage sûr pour les bateaux ni d'une vraie plage, il était impossible d'envoyer une barque porter le courrier à terre. En conséquence, les lettres étaient envoyées dans une boîte de conserve et récupérées par des nageurs et, plus tard, par des canoës qui les ramenaient sur l'île et inversement. Pendant plus de soixante ans, ce fut le seul moyen pour l'île de recevoir et d'envoyer du courrier, jusqu'à la construction de l'aéroport en 1983.

#### Débuts
En 1882, William Travers, un marchand coincé sur l'île, eut l'idée d'envoyer du courrier enveloppé dans du papier huilé pour pouvoir communiquer avec l'extérieur. C'est à partir des années 1920 que le courrier fut placé dans une boîte de conserve, d'où dérive le surnom de Tin Can Mail Island (« île du courrier en boîte de conserve ») donné à Niuafoʻou. Des nageurs étaient chargés de récupérer le courrier, devant lutter contre les forts courants et risquant d'être projetés sur les rochers. Ils utilisaient un flotteur en pandanus (fau) afin de se maintenir à flot pendant plusieurs heures. D'autres méthodes alternatives furent essayées, comme en 1902 avec le lancer du courrier par fusée, mais la méthode fut un échec.
En 1921, le marchand anglais Charles Suart Ramsay s'installa sur l'île. Il devint l'un des nageurs qui portaient et ramenaient le courrier enfermé dans une boîte de conserve et ce par tous les temps, de jour comme de nuit. Au total, il a effectué 112 traversées.

#### Succès grandissant duTin Can Mail
En 1928, le marchand allemand Walter George Quensell arriva sur l'île et eut l'idée de tamponner toutes les lettres partant de Niuafoʻou avec la mention « Tin Can Mail ». Très rapidement, un intérêt grandissant se développa autour de cette curiosité philatélique. Bientôt, les enveloppes de Quensell portèrent la mention «Tin Can Mail » traduite dans de nombreuses langues et cette marque postale devint un objet très recherché par les philatélistes. Cette méthode originale fit connaître Niuafoʻou au reste du monde. À partir des années 1930, les navires effectuant des croisières dans le Pacifique s'arrêtaient à Niuafoʻou pour permettre aux passagers d'envoyer leurs lettres et de les récupérer avec le cachet de Quensell.
À titre d'exemple, Quensell expliqua avoir envoyé plus de 22 000 enveloppes pour le seul mois d’août 1930. Le succès de ces cachets bénéficia aux Niuans puisque, d'après Betty Billingham, les navires venaient à Niuafoʻou deux fois par semaine (contre un mois auparavant), apportant également du ravitaillement pour les habitants. Dans une lettre, Quensell affirma avoir envoyé durant les 27 ans de sa présence à Niuafoʻou plus d'un million et demi de lettres vers 148 pays différents.
En 1929, l'envoi du courrier en boîte de conserve à Niuafoʻou fut même présenté dans un film missionnaire, Tonga Today.
En 1931, l'un des nageurs niuans fut attaqué par un requin et mourut des suites de ses blessures. En conséquence, la reine Salote ordonna que le transport du courrier se fasse avec un canoë pour éviter d'autres accidents.

#### Interruption et reprise du service
En septembre 1946, l'éruption du volcan détruisit tout le matériel de Quensell à ʻAngahā. Le service fut interrompu à la suite de l'évacuation de l'île. Le postier, John Malekamu, signa les dernières lettres de sa main. De nombreux journaux (notamment australiens) rapportèrent alors la fin du Tin Can Mail,,,.
En 1962, l'envoi du courrier par boîte de conserve reprit à la suite des réclamations des Niuans qui souhaitaient pouvoir envoyer et recevoir du courrier. Entre-temps, Walter George Quensell était décédé (6 mai 1956) ; c'est son fils qui lui succéda.
Dans les années 1960, le responsable de facto du courrier à Niuafoʻou était Lord Fusituʻa, qui commandait le canoë chargé d'aller récupérer le courrier. Il avait mis en place un système d'échange de cadeaux avec les marins des navires de passage, obtenant des vêtements et de la nourriture qu'il redistribuait aux habitants et offrant en retour des nattes et paniers faits par les Niuans.
En 1983, Niuafoʻou obtint du gouvernement tongien le droit d'émettre ses propres timbres en raison de sa localisation et de sa situation particulière. Avec la construction de l'aéroport en 1980, le courrier est acheminé par avion.

## Démographie

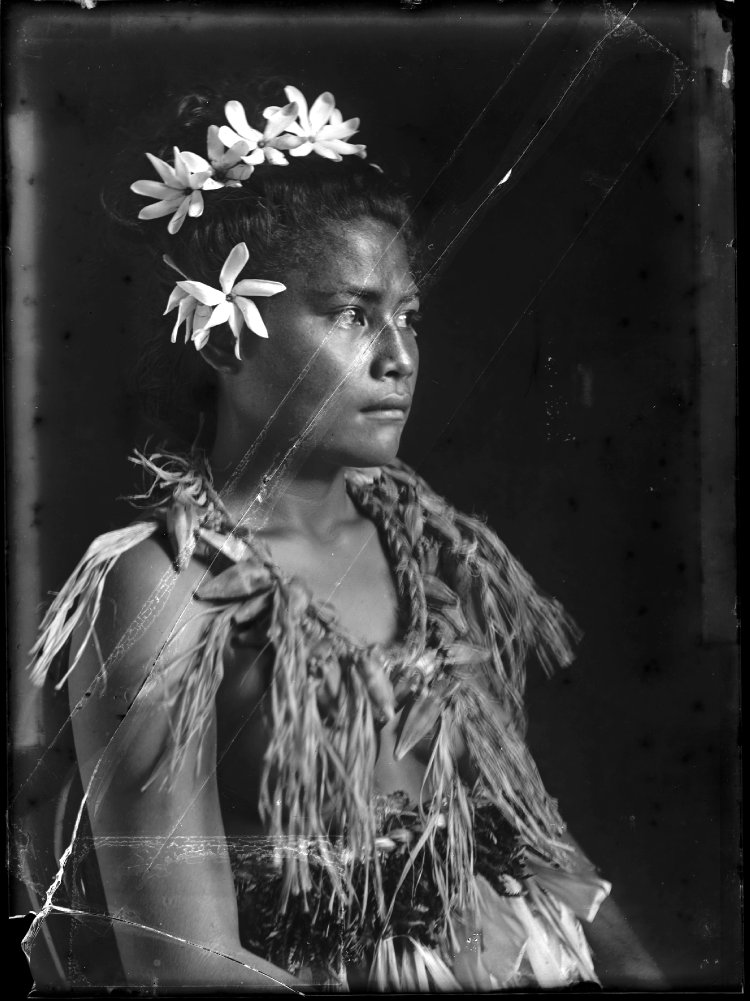
Une jeune fille de Niuafo'ou photographiée en 1889 ou 1890.

Le premier recensement aux Tonga date de 1956. Les chiffres pour la période précédant l'évacuation de l'île sont des approximations données par les observateurs locaux tels que les missionnaires.

### Une population stable jusqu'à l'évacuation
Avant l'éruption de 1946, la population niuane est restée assez stable. D'après les missionnaires wesleysiens, l'île comptait 1 300 habitants en 1840. En 1917, la population s'élevait à environ 1 200 habitants, à 1 378 habitants en 1939 selon les sources officielles et. avant l'évacuation de l'île en 1946, il y avait environ 1 300 habitants. En 1947, une vingtaine d'adultes et quelques enfants vivaient encore sur l'île, mais ils furent évacués en octobre 1947.
Une fois autorisés à rentrer chez eux en 1958, les Niuans retournèrent progressivement sur leur île : en 1959, 250 personnes résidaient à Niuafoʻou. L'année suivante, ils étaient 345. Cependant, une grande partie des Niuans choisirent de rester à ʻEua et Niuafoʻou n'a jamais retrouvé une population aussi nombreuse qu'avant. En 1966, l'île comptait 599 habitants et 763 en 1986.

### Déclin de la population
À partir des années 1990, la population de Niuafoʻou commença à décliner. En 2006, 646 habitants peuplaient l'île, soit une baisse de 12 % par rapport à 1996. En 2011, la baisse était encore plus forte, avec seulement 523 habitants répartis dans huit villages différents, soit moins qu'en 1966. En cinq ans, l'île a perdu près de 20 % de sa population. Entre 2006 et 2011, le village de Kolofoʻou a perdu la moitié de sa population. En 2016, l'île ne comptait plus que 493 habitants
En 1967, il y avait environ 586 habitants, dont 514 Niuans. Le reste de la population consiste en des membres de l'administration tongienne et en des prêtres résidant de manière temporaire sur l'île. Une grande partie de la communauté niuane réside à ʻEua : 2 108 Niuans y résidaient en 1976.
| 1917         | 1939  | 1946         | 1959       | 1960       | 1966 |
| ------------ | ----- | ------------ | ---------- | ---------- | ---- |
| 1 200 (est.) | 1 378 | 1 300 (est.) | 250 (est.) | 345 (est.) | 599  |

| 1976 | 1986 | 1996 | 2006 | 2011 | 2016 |
| ---- | ---- | ---- | ---- | ---- | ---- |
| 678  | 763  | 735  | 646  | 523  | 493  |

### Caractéristiques de la population

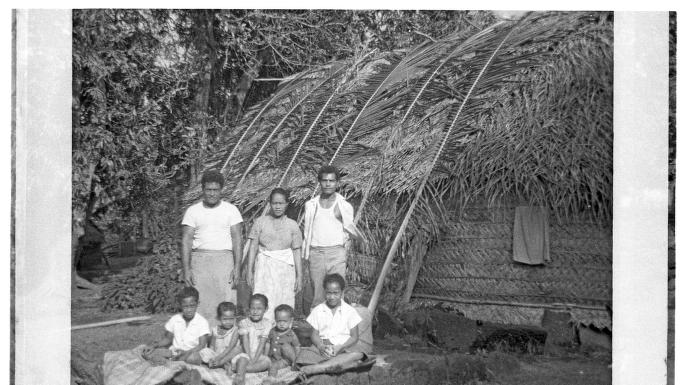
Une famille niuane du village de Pētani, district de Hahake, en 1967.

Le rapport des sexes de l'île est très déséquilibré : il y a beaucoup plus d'hommes que de femmes (129 hommes pour 100 femmes en 2006). Il s'agit du rapport des sexes le plus élevé des Tonga. La population est très jeune : 40 % des habitants ont moins de 14 ans et seulement 17 % dépassent les 60 ans.
De plus en plus de jeunes choisissent de quitter leur île pour aller vivre à Tongatapu, voire tenter leur chance à l'étranger. En conséquence, moins d'enfants naissent sur l'île, ce qui contribue à accroître la diminution de la population. Un des indicateurs révélateurs de cet exil est l'âge moyen : il est passé de 20 ans en 2006 à 24 ans en 2011 et c'est l'un des plus élevés des Tonga.
Ce déclin n'est pas propre à Niuafoʻou puisqu'il est observé également à Vavaʻu, Haʻapai, ʻEua et Niuatoputapu : les habitants abandonnent leur île pour rejoindre le centre urbain des Tonga. Tongatapu, et, plus particulièrement, la capitale Nukuʻalofa.
Le gouvernement tongien a fait reconstruire la plupart des services publics : écoles, clinique, aéroport, etc. De fait, il y a toujours sur l'île un nombre important d'étrangers, originaires des autres îles tongiennes.
La présence d'Européens ou d'Occidentaux est très réduite sur l'île et les visiteurs sont peu nombreux, excepté quelques scientifiques de passage et, depuis 1967, quelques volontaires américains du Corps de la Paix (Peace Corps), dont l'un des rôles est d'enseigner l'anglais.

## Politique

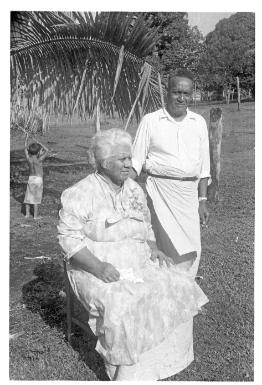
Le noble Tevita Fusituʻa et sa femme Pīsila en 1967.

La politique à Niuafoʻou est peu documentée et manque de sources fiables. D'après Wendy Pond, les Niuans ont longtemps vu les Tongiens comme des étrangers et ont maintenu une forte autonomie par rapport au pouvoir central des Tonga. Certains chants recueillis auprès des habitants traduisent de manière indirecte les critiques adressées aux chefs et au gouvernement tongien.

### Possession et administration de la terre
La terre est divisée en neuf terrains (tofiʻa) qui correspondent aux différents villages de Niuafoʻou. Elle est possédée par le roi de Tonga, le gouvernement tongien et trois nobles : Fusituʻa, Fotofili et Tuita. Le village de Mataʻaho est une propriété royale. Ces nobles sont détenteurs de titres héréditaires. Depuis les années 1940, néanmoins, seul le noble Fusituʻa réside à Niuafoʻou, dans le village de Sapaʻata et c'est le seul des trois nobles à ne pas posséder de terres en dehors de l'île.
Les nobles propriétaires des terres sont tenus de les redistribuer à leurs gens (les paysans qui font partie de leur kāinga). Cette redistribution des terres est fondamentale dans la relation entre les nobles et leurs paysans, comme le montre Françoise Douaire-Marsaudon : en 1963, le noble Fotofili sollicita la communauté niuane expatriée à ʻEua, mais les Niuans qui étaient autrefois sous son autorité à Niuafoʻou lui répondirent qu'ils ne faisaient plus partie de son kāinga. Ils avaient changé d'île et se trouvaient désormais sur des terres gouvernementales : ils n'étaient donc plus redevables envers Fotofili.

### Représentation au parlement tongien
Depuis l'adoption de la constitution des Tonga en 1875, la monarchie tongienne est une monarchie constitutionnelle : le parlement, c'est-à-dire l'Fale Alea, est constitué de représentants du peuple (élus pour cinq ans) et des représentants des nobles, en nombre paritaire. En 1875, le Tuʻi Tonga (roi) George Tupou Ier désigna un gouverneur pour Niuafoʻou, nommé à vie.
Niuafoʻou est rattachée administrativement aux îles de Niuatoputapu et sa voisine Tafahi. Ensemble, elles sont connues sous le nom de « Niuas ». Depuis 2010, les trois îles forment l'un des cinq districts électoraux du Royaume des Tonga, pour l'élection des représentants des nobles, et l'une des 17 circonscriptions électorales (Niua 17 (en)) pour les représentants du peuple.
Aux élections de 1993 pour les représentants du peuple, la niuane 'Ofa-ki-'Okalani Fusitu'a fut la seule femme à être élue. Élue pour la circonscription des Niuas, elle fut battue après seulement un mandat. Le candidat issu de Niuatoputapu fut élu à la place, ce qui s'explique selon Ian C. Campbell par les enjeux locaux . La personnalité du candidat, sa famille, son engagement dans l'église et dans la communauté sont des facteurs bien plus importants que ses prises de position sur la démocratie.
En 2015, le représentant du peuple pour les Niuas est l'honorable Fe’ao Vakata et le représentant des nobles est Lord Fusitu'a. Lord Fusituʻa (Siaosi ‘Alokuo’ulu Wycliffe Fusitu'a) a été également président du parlement tongien (speaker) de 1991 à 1999. Après sa mort le 24 avril 2014, son fils Mataʻiʻulua ‘i Fonuamotu a été élu nouveau Lord Fusituʻa le 6 mai suivant.

### Divisions administratives
L'île est divisée en trois districts (1967) : 
- Hihifo (« ouest »), comprenant six villages (nord-est de l'île) : ʻEsia, Kolofoʻou, Sapaʻata, ʻAngahā (détruit en 1946), Fataʻulua et Mataʻaho
- Hahake (« est »), comprenant les villages de Petani, Tongamamaʻo et Muʻa (sud-est de l'île)
- ʻAhau (ouest de l'île), presque inhabité du fait des éruptions, où se trouve l'ancien village de Futu détruit en 1929

## Économie

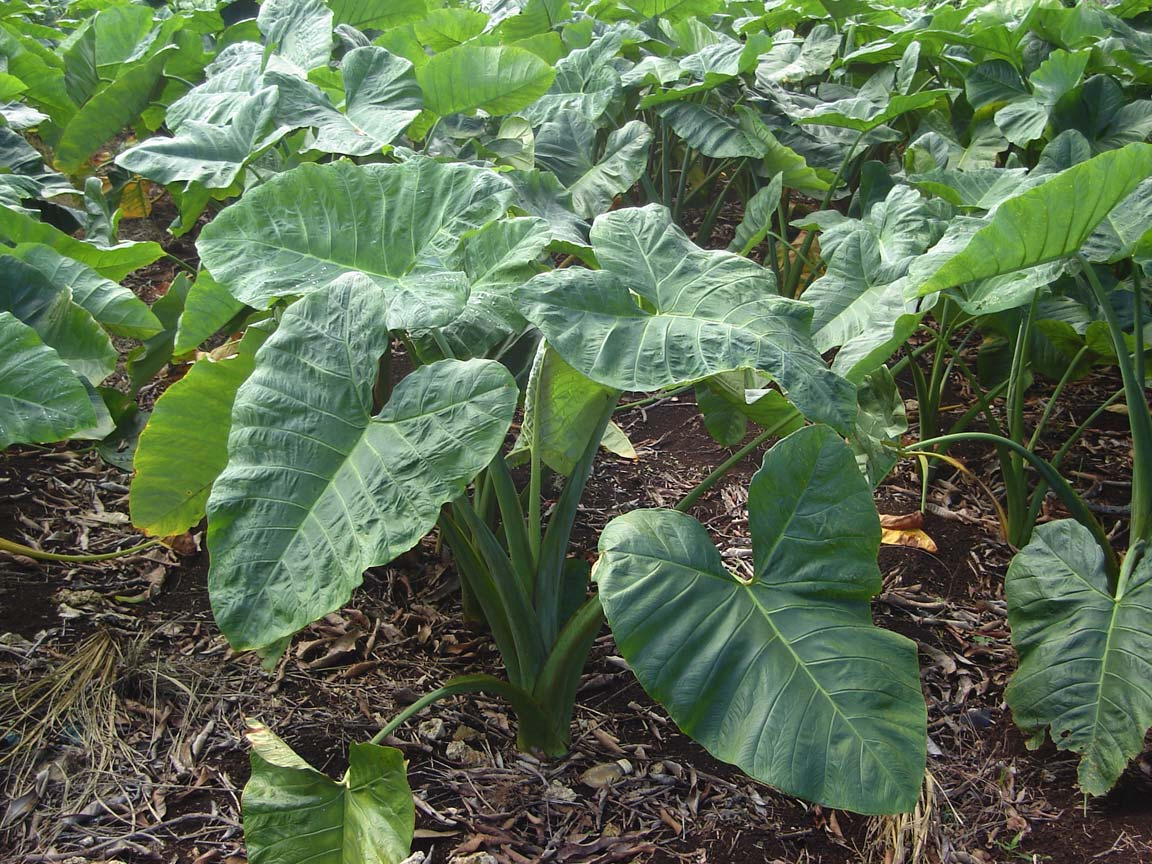
Le talo futuna, une variété de taro poussant sur l'île.

### Une économie de subsistance basée sur l'agriculture
La vie des Niuans repose sur une économie de subsistance, basée principalement sur l'agriculture et la pêche. Les habitants cultivent des ignames, taros, patates douces et des fruits de l'arbre à pain ; on trouve également des bananes et des mangues. En outre, l'île est riche en cocotiers, qui fournissent des noix de coco pouvant être utilisées pour la consommation ou bien être transformées en coprah destiné à l'exportation. Les habitants se nourrissent également de cochons et de poules.
Un membre de l'expédition scientifique américaine de 1930 décrit ainsi l'importance du cocotier dans la vie des Niuans : « La noix de coco est certainement « l'aliment vital » pour l'indigène de Niuafo'ou et pour ses animaux et volailles. L'arbre lui donne sa maison ; le fruit, sa viande et boisson. Tous mangent la noix de coco, hommes, chiens, cochons, poulets et chèvres. » ».

#### Pêche
Du fait de l'absence de lagon, la pêche est difficile à Niuafoʻou. Dans les années 1950, un poisson d'eau douce, le tilapia, a été introduit dans les lacs de Vai Lahi et Vai Siʻi. Les habitants pratiquaient la pêche du requin à la corde avec un nœud coulant. Cette technique est très dangereuse et les pêcheurs risquent toujours de rentrer bredouilles. Cette pêche, dénommée siu ʻaga en niuafoʻou et noʻo ʻanga en tongien, est marquée par de nombreux interdits. En effet, le requin n'est pas un animal comme les autres : dans tout le Pacifique, c'est un animal sacré, représentant des dieux ou des ancêtres. Dans la culture tongienne, le requin est considéré comme une figure féminine, assimilée à la déesse Hina. La capture du requin ne répond donc pas à un impératif économique ; d'ailleurs, la vente de sa chair est interdite et les morceaux du requin sont consommés uniquement par les membres du village ayant participé à la pêche. Une telle pêche a été décrite à Niuafoʻou en 1938.

#### Export du coprah

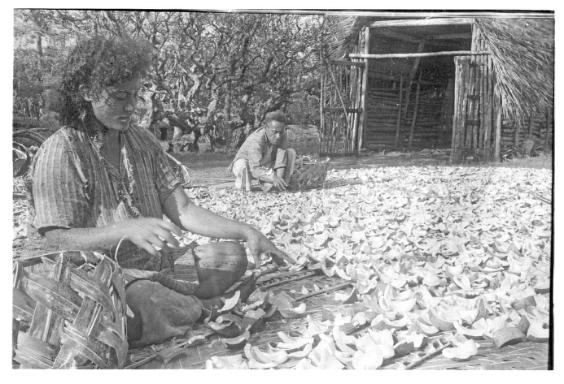
Séchage du coprah pour le noble Fusituʻa en 1967.

Le coprah est une source monétaire importante pour les Niuans. D'après Henry E. Maude, il y avait un marchand allemand, Axman, à Niuafoʻou en 1872 et, en 1916, l'île comptait un marchand allemand et un marchand britannique. À l'époque, l'Allemagne possédait des colonies à Samoa et les entreprises allemandes commerçaient dans l'ensemble des Tonga et le reste du Pacifique.
En 1919, l'allemand Walter Geoge Quensell ouvrit un magasin de coprah pour l'entreprise australienne Burns Philp. Il resta à Niuafoʻou jusqu'en 1945.
Dans les années 1930, l'export du coprah était réalisé par deux marchands européens, le britannique C. A. Ramsey et l'allemand Quensell. En 1942, l'industrie du coprah a été nationalisée par le gouvernement tongien et a été gérée par le Tonga Copra Board. Dans les années soixante, c'était la principale activité économique de l'île. Rogers indique que l'île peut produire 600 tonnes de coprah par an. Le coprah est exporté à Tongatapu, puis à l'étranger. Il s'agit d'une activité difficile et très physique. La vente passe soit par le gouvernement tongien, soit par les nobles.
Le grand nombre de cocotiers à Niuafoʻou est une source importante d'argent pour les Niuans, si bien que de nombreux Niuans résidant à ʻEua ont continué de retourner dans leur île d'origine pour y récolter du coprah après 1946.

#### Une économie très peu monétarisée

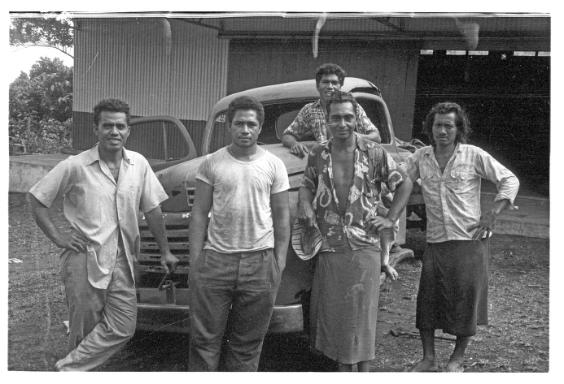
Travailleurs du coprah en 1967.

L'argent a un rôle très faible dans l'économie niuane. L'argent récolté par la vente de coprah sert avant tout à payer les taxes au gouvernement tongien ou pour des dons aux différentes églises. Les biens européens sont très rares et les quelques magasins sont bien souvent vides. La seule façon de se procurer des denrées extérieures est le passage d'un navire environ une fois par mois. La monnaie utilisée est celle des Tonga, le pa’anga. En 1997, la Banque des Tonga (Bank of Tonga) présente sur l'île a été remplacée par la Banque tongienne de développement (Tonga Development Bank), présente à Niuafoʻou depuis 1993. Son siège est à ʻEsia.

#### Un réseau de circulation de biens au sein de la diaspora niuane
L'économie niuane est fortement liée aux liens familiaux unissant les membres d'un même kāinga, au-delà de l'île même. Les Niuans s'échangent de nombreux biens en fonction des besoins. Les habitants de Niuafoʻou envoient surtout de la nourriture (cochons, etc.), tandis que les Niuans à ʻEua et Tongatapu leur envoient des biens manufacturés obtenus avec de l'argent : outils, carburant, farine, sucre, riz, tabac, vêtements, etc.

### Médias
Pendant très longtemps, l'île n'avait aucun moyen de communication avec l'extérieur. En 1929, un télégraphe sans fil fut installé sur l'île, mais il fut détruit par l'éruption de 1946. L'île possède une radio depuis 1930. Construite et entretenue par le gouvernement, elle a été inaugurée le 28 septembre 1930 à ʻEsia,. Elle est utilisée par un opérateur radio tongien, muté en général pour trois ans sur l'île. Détruite dans l'éruption de 1946, la station radio a été reconstruite en 1963, sur les terres de Fusituʻa.
Dans les années 2000, une station radio FM a été installée sur l'île : les Niuans ont donc leur propre radio locale. En outre, les habitants captent les stations de radio des Tonga et celles des îles environnantes, comme Wallis-et-Futuna 1re ou les stations radio de Samoa et des Fidji.
L'île est équipée en téléphones depuis 1998. L'île est reliée par satellite. Le 7 mai 2014, la téléphonie mobile a été introduite à Niuafoʻou. Le réseau est fourni par une entreprise étatique tongienne, la Tonga Communications Corporation. L'introduction du téléphone portable a été fêtée par une cérémonie où était présent le roi Tupou VI.
En 2008, l'île a été reliée à l'internet. La première connexion a eu lieu le 31 août 2008.

### Secteur énergétique
L'électricité est fournie par des générateurs diesel. Quelques panneaux solaires photovoltaïques ont été installés ; un projet lancé en 2015 et financé par la Banque asiatique de développement prévoit l'installation de nouveaux panneaux solaires.

### Transports
Une route, appelée hala lahi (grand chemin), fait le tour de l'île. Des chevaux ont été introduits pour le transport. Malgré les difficultés d'accès, plusieurs véhicules à moteur sont présents sur l'île. En 1960, il n'y avait que deux camions à Niuafoʻou,. Traditionnellement, les Niuans utilisaient des pirogues à balancier pour se déplacer en mer ainsi que sur le lac de Vai Lahi. En 2012, le gouvernement tongien a fourni un navire à moteur pour aider à décharger les cargaisons lors du passage du bateau.

## Culture

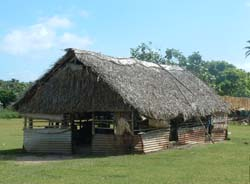
Une maison traditionnelle (fale) à Niuafoʻou.

Les Niuans sont un peuple polynésien. Leur culture est proche de celle de leurs voisins tongiens, wallisiens et futuniens ainsi que de Niuatoputapu et Tafahi, dont ils partagent certains éléments dans la tradition orale, les chants et les danses.
Les Niuans se retrouvent le soir autour du kava, une boisson traditionnelle. Lors de ces soirées, des discussions ont lieu, des histoires sont racontées ; les participants chantent et dansent également. Parmi les différents types de chants, on trouve notamment le hiva kakala, chanté a cappella par les jeunes hommes.

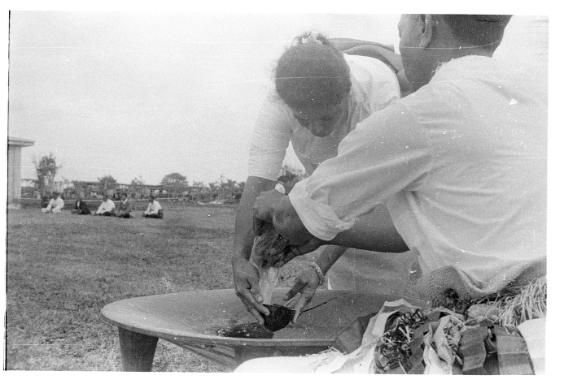
Préparation du kava à Angahā, Niuafoʻou, septembre 1971.
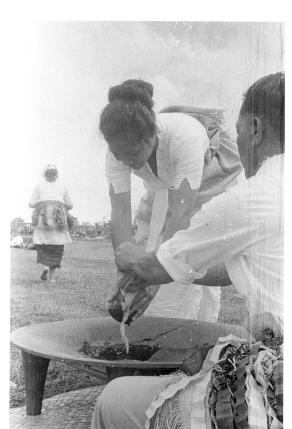
Le kava est versé dans la coupe.
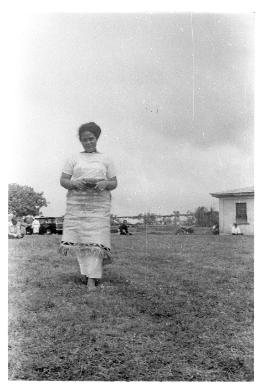
Une fille ramène la coupe de kava.

Une des danses typiques de Niuafoʻou est le Vaka eke (Sōkē), effectuée avec des lances.

### Religion
La religion traditionnelle de Niuafoʻou est mal connue. L'île a été christianisée par des missionnaires protestants et catholiques. De ce fait, les deux confessions cohabitent de nos jours. Du fait de l'éclatement de l'Église méthodiste, l'île comptait quatre institutions religieuses en 1967 : 
- Église catholique romaine. Pour des raisons historiques (cf. infra), elle n'était présente en 1967 que dans le village de Kolofoʻou
- Église wesleyenne libre des Tonga
- Église libre des Tonga
- Église de Jésus-Christ des saints des derniers jours (mormons) qui forment une petite minorité. En 1967, ils étaient présents uniquement dans le village de Tongamamaʻo avec seulement 12 adhérents.

Les dirigeants religieux sont tous des étrangers à Niuafoʻou et sont nommés pour quelques années depuis la capitale tongienne Nukuʻalofa.

### Langues

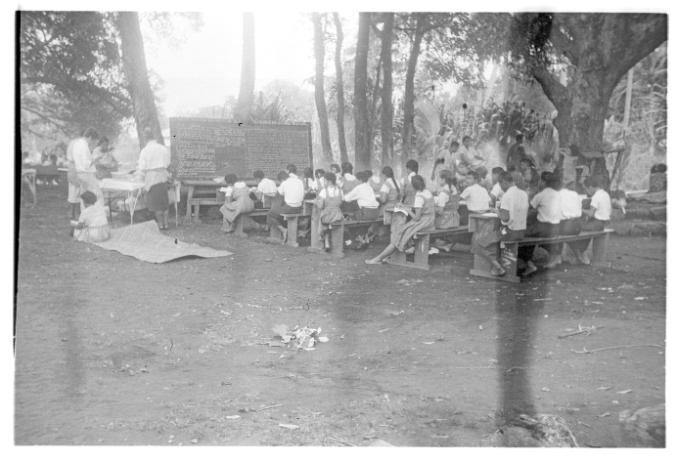
Des élèves d'une école de Niuafoʻou un jour d'examen, en 1969.

La langue vernaculaire de l'île est le niuafoʻou, mais elle est de plus en plus supplantée par le tongien. Les deux sont des langues polynésiennes. Linguistiquement, le niuafoʻou est plus proche du wallisien que du tongien.
Le tongien est employé dans la plupart des domaines de la vie quotidienne : à l'école, à l'église, dans les bureaux du gouvernement, etc. Le tongien est utilisé dans toutes les occasions formelles, tandis que le niuafoʻou n'est parlé que dans certaines familles. Le niuafoʻou a subi un processus de substitution linguistique et est désormais une langue en danger.
L'anglais est également enseigné dans les écoles. La nouvelle politique linguistique du ministère de l'éducation, lancée en 2012, prévoit de former des élèves entièrement bilingues à travers un enseignement d'abord en tongien, puis une introduction progressive de l'anglais à partir du grade 4 (équivalent du CM1 en France). Le niuafoʻou n'est, par contre, pas mentionné dans cette politique. D'après le Lonely Planet (2001), l'anglais est très peu parlé par la population locale, même si les emprunts à l'anglais sont assez fréquents en tongien.

### Enseignement
D'après Tsukamoto, l'île comptait, en 1988, deux écoles primaires publiques et une école secondaire privée.

### Architecture et artisanat
Les habitations sont principalement réalisées avec les arbres locaux. Ces cases sont appelées fale (en tongien et niuafoʻou). Cependant, on trouvait déjà, en 1967, des bâtiments de type européen construits en béton.
Les femmes réalisent différentes œuvres d'artisanat tels que des nattes et des paniers. Depuis les années 2000, certaines pièces sont vendues à la capitale des Tonga, Nukuʻalofa.

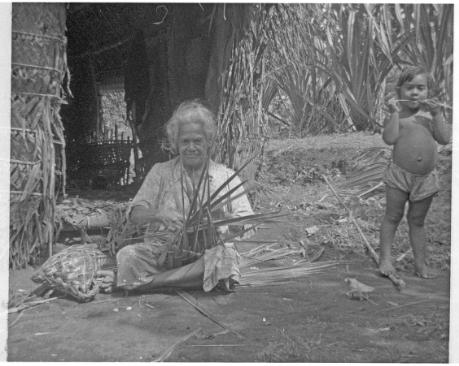
Une femme niuane tresse un panier (kato ʻafato) à Sapa'ata en 1967.
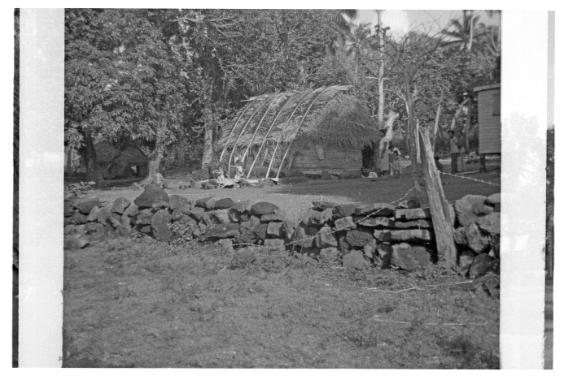
Un magasin à Niuafo'ou.
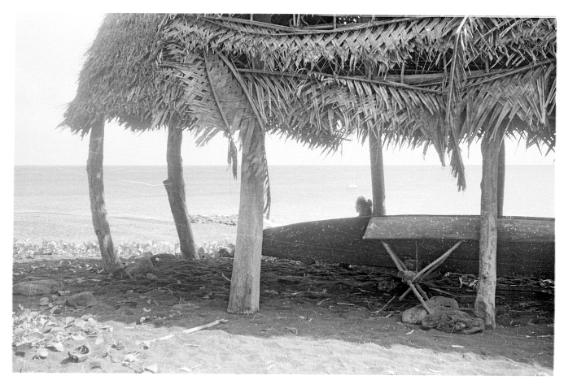
Abri pour canoë.
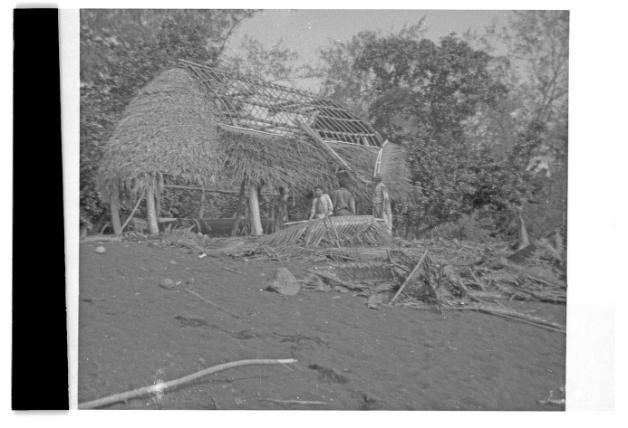
Réparation du toit d'un fale.
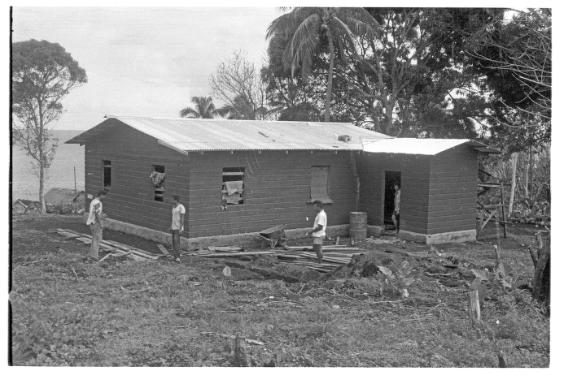
Le bâtiment du gouvernement tongien en 1967.

### Perception du volcan

#### Le volcan, partie intégrante de la vision du monde niuane
Le volcan fait partie intégrante de la vie des Niuans. Pour l'anthropologue française Cécile Quesada, les Niuans ont intégré le volcan dans leur vision du monde et ne le traitent pas comme un élément extérieur. Au contraire, ils expliquent les éruptions par une dérégulation des rapports sociaux : lorsqu'un chef abuse de son pouvoir, lorsque les employés du gouvernement exploitent les habitants ou lorsque certains habitants ont un comportement jugé immoral, l'ordre social est menacé. Les Niuans voient alors dans les éruptions une manifestation de la colère divine qui les punit pour ne pas avoir respecté les règles. Les habitants expliquent que le respect des règles de vie en communauté et des valeurs morales, l'amour, le respect et l'obéissance, permet de se prémunir en partie contre les éruptions. De plus, ils soulignent l'importance de la prière : certaines cérémonies sont organisées spécialement pour se prémunir du volcan. Cependant, les hommes sont conscients de leurs limites et certaines éruptions sont interprétées comme la volonté de Dieu de mettre à l'épreuve les insulaires.
Depuis la christianisation de l'île, les éruptions sont perçues comme un message du Dieu chrétien, mais Quesada note que dans la religion pré-chrétienne, encore mal connue, les catastrophes naturelles étaient souvent attribuées à des divinités. Le christianisme n'a fait qu'actualiser ces croyances. Un article du Sydney Morning Herald de 1929 rapporte que les habitants attribuent les tremblements de terre au sommeil troublé du dieu Maui, qui résiderait sous le volcan.
La population niuane connaît également les raisons scientifiques expliquant le phénomène volcanique, notamment à travers l'école. En 2004, l'Unesco a mené un programme de sensibilisation aux risques volcaniques auprès des écoles en éditant des livrets en anglais et en tongien.

#### Mythes et tradition orale à propos du volcan

Carte nautique de Niuafoʻou (1996). Les coulées de lave sont visibles à l'ouest et au sud de l'île.

La société niuane, à l'instar des sociétés polynésiennes, se caractérise par une riche tradition orale. Cette dernière constitue une part fondamentale de la culture niuane et retrace son histoire, compensant ainsi en partie le manque de sources écrites. Une des légendes se rapporte ainsi au volcan de Niuafoʻou. Dans la version recueillie en 1915 par B.G. Mahony, elle relate qu'à la place du cratère se dressait une montagne. Une nuit, cette montagne fut volée par des divinités malfaisantes venues de Samoa. En chemin, ils passèrent au-dessus de Niuatoputapu. Le héros Sekatoa se mit en quête de les arrêter : il fit alors apparaître le soleil en pleine nuit. Les diablotins samoans, surpris en plein forfait, lâchèrent alors leur prise. Cette montagne est devenue l'île de Tafahi, à côté de Niuatoputapu.
Une autre version de cette légende, rapportée par Tsukamoto, fait intervenir Moso, un démon (teevolo) samoan présent également dans la mythologie wallisienne et futunienne. Moso souhaitait emmener chez lui la montagne de Niuafoʻou, où résidait le démon de l'île, 'Alaki Vai Lahi. Mais il fut contrarié par Sekatoa au niveau de Niuatoputapu, et voyant le soleil se lever, abandonna la montagne qui devint Tafahi.
Pour Paul W. Taylor, ces légendes pourraient avoir une base historique. Le « vol de la montagne » de Niuafoʻou correspondrait à l'effondrement de la caldeira avant l'éruption du volcan ; l'éruption qui s'ensuivit rejeta un imposant nuage de cendres et de fragments de roche, qui obscurcit le ciel. Les vents ont ensuite porté ces cendres jusqu'à Niuatoputapu et Tafahi. La dispersion de ce nuage expliquerait l'apparition soudaine du soleil dans la légende.
En s'appuyant sur la présence importante de cendres sur le sol marin dans la zone, et le fait que l'éruption relatée n'a pas pu se produire avant l'arrivée des premiers habitants dans la région, il y a 3 000 ans, Taylor estime que l'éruption a probablement eu lieu après l'an 1000 av. J.-C..

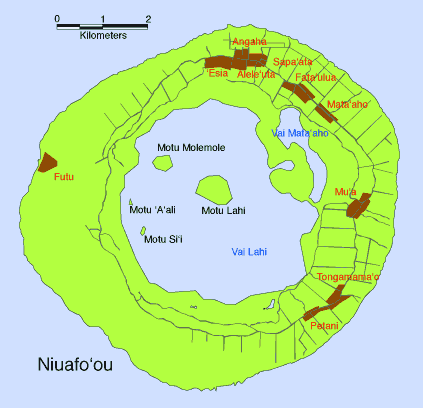
Carte de l'île de Niuafoʻou